# Canfranc
Canfranc ([kaɱˈfɾaŋk]; en aragonés: Canfrán o Canfranc) es un municipio pirenaico de la comarca de la Jacetania, en la provincia de Huesca (Aragón, España). Con una población de 612 habitantes (INE 2024).

## Geografía
Integrado en la comarca de La Jacetania, se sitúa a 88 kilómetros de la capital provincial. El término municipal está atravesado por la carretera N-330, que se desdobla en el territorio en la carretera que cruza la frontera francesa por el túnel de Somport y la que asciende hasta el puerto de Somport pasando por Canfranc-Estación. El relieve del municipio está definido por el valle del río Aragón (valle de Canfranc) y las altas cumbres pirenaicas que lo circundan. Destacan también los valles de Ip, Izas y la Canal Roya. Los montañas más destacables son Peña Collarada (2883 metros), en el límite con Villanúa, el pico Anayet (2555 metros), en el límite con Sallent de Gállego, y el pico de Aneu (2364 metros), en la frontera francesa. El puerto de Somport (1631 metros), sirve de paso natural a Francia. Canfranc pueblo se alza a 1040 metros sobre el nivel del mar, mientras que Canfranc-Estación se encuentra a 1190 metros de altitud. El término municipal de Canfranc ocupa una superficie de 71,6 km². Al norte del territorio se sitúan las estaciones de deportes de invierno de Candanchú y Astún, aunque pertenecen a los municipios de Aísa y Jaca respectivamente. La altitud oscila entre los 2883 metros (Peña Collarada) y los 1000 metros a orillas del río Aragón.
| Noroeste: Aísa         | Norte: Jaca (exclave) y Francia | Noreste: Sallent de Gállego |
| Oeste: Borau (exclave) |                                 | Este: Sallent de Gállego    |
| Suroeste: Villanúa     | Sur: Villanúa                   | Sureste: Sabiñánigo         |

### Clima
El municipio posee un clima de montaña, con temperaturas mínimas por debajo de 0 °C buena parte del año, persistiendo el riesgo de heladas hasta bien avanzada la primavera cuando todavía perdura la nieve. La precipitación media anual es de 1900 mm y la temperatura media anual es de 8,7 °C.
| Parámetros climáticos promedio de Canfranc-Estación Internacional en el periodo 1981-2010                                                                               | Parámetros climáticos promedio de Canfranc-Estación Internacional en el periodo 1981-2010 | Parámetros climáticos promedio de Canfranc-Estación Internacional en el periodo 1981-2010 | Parámetros climáticos promedio de Canfranc-Estación Internacional en el periodo 1981-2010 | Parámetros climáticos promedio de Canfranc-Estación Internacional en el periodo 1981-2010 | Parámetros climáticos promedio de Canfranc-Estación Internacional en el periodo 1981-2010 | Parámetros climáticos promedio de Canfranc-Estación Internacional en el periodo 1981-2010 | Parámetros climáticos promedio de Canfranc-Estación Internacional en el periodo 1981-2010 | Parámetros climáticos promedio de Canfranc-Estación Internacional en el periodo 1981-2010 | Parámetros climáticos promedio de Canfranc-Estación Internacional en el periodo 1981-2010 | Parámetros climáticos promedio de Canfranc-Estación Internacional en el periodo 1981-2010 | Parámetros climáticos promedio de Canfranc-Estación Internacional en el periodo 1981-2010 | Parámetros climáticos promedio de Canfranc-Estación Internacional en el periodo 1981-2010 | Parámetros climáticos promedio de Canfranc-Estación Internacional en el periodo 1981-2010 |
| Mes | Ene.                                                                                      | Feb.                                                                                      | Mar.                                                                                      | Abr.                                                                                      | May.                                                                                      | Jun.                                                                                      | Jul.                                                                                      | Ago.                                                                                      | Sep.                                                                                      | Oct.                                                                                      | Nov.                                                                                      | Dic.                                                                                      | Anual                                                                                     |
| --- | ----------------------------------------------------------------------------------------- | ----------------------------------------------------------------------------------------- | ----------------------------------------------------------------------------------------- | ----------------------------------------------------------------------------------------- | ----------------------------------------------------------------------------------------- | ----------------------------------------------------------------------------------------- | ----------------------------------------------------------------------------------------- | ----------------------------------------------------------------------------------------- | ----------------------------------------------------------------------------------------- | ----------------------------------------------------------------------------------------- | ----------------------------------------------------------------------------------------- | ----------------------------------------------------------------------------------------- | ----------------------------------------------------------------------------------------- |
| Temp. media (°C) | 2.1                                                                                       | 2.4                                                                                       | 4.6                                                                                       | 6.1                                                                                       | 10.1                                                                                      | 14.1                                                                                      | 17.2                                                                                      | 17.2                                                                                      | 13.6                                                                                      | 9.8                                                                                       | 5.1                                                                                       | 2.6                                                                                       | 8.7                                                                                       |
| Precipitación total (mm) | 183                                                                                       | 147                                                                                       | 142                                                                                       | 170                                                                                       | 171                                                                                       | 120                                                                                       | 88                                                                                        | 100                                                                                       | 142                                                                                       | 196                                                                                       | 234                                                                                       | 214                                                                                       | 1906                                                                                      |
| Fuente: Ministerio de Agricultura, Alimentación y Medio Ambiente. Datos de precipitación y de temperatura para el periodo 1961-2003 en Canfranc-Estación Internacional. |                                                                                           |                                                                                           |                                                                                           |                                                                                           |                                                                                           |                                                                                           |                                                                                           |                                                                                           |                                                                                           |                                                                                           |                                                                                           |                                                                                           |                                                                                           |

### Hidrografía

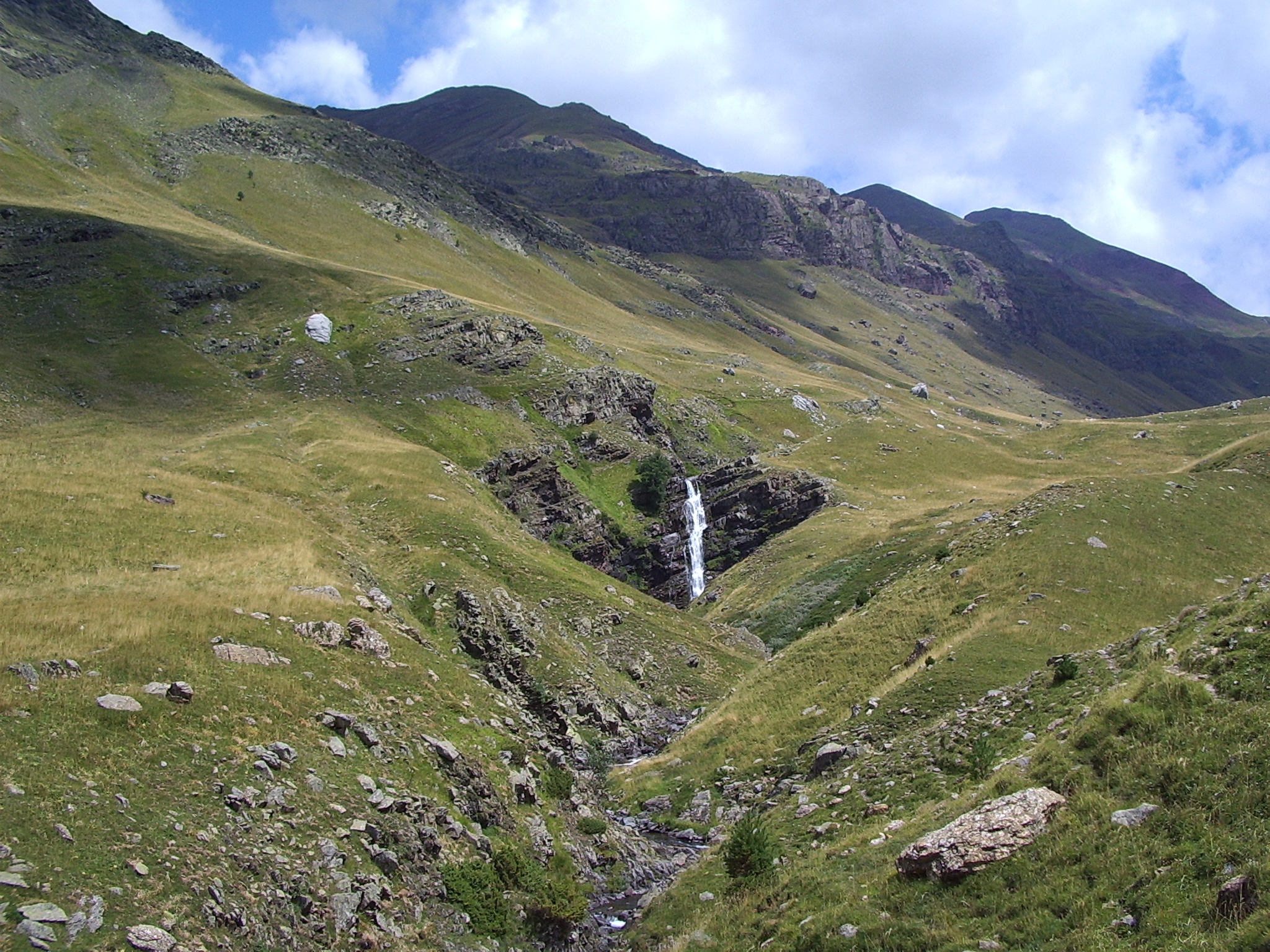
La cascada de las Negras en el valle de Izas, término municipal de Canfranc

Por el municipio transcurre principalmente el río Aragón, pero también existen ríos y barrancos de tamaño considerable, como el río de Canal Roya, barranco de Izas, barranco de Ip y barranco de Aguaré. Todos ellos aumentan bastante el cauce del río Aragón con el deshielo, Canfranc dispone de una serie de muros, barrancos y canalizaciones que controlan la cantidad de nieve en invierno y el caudal de agua tras este, para evitar posibles inundaciones o aludes sobre el pueblo. 

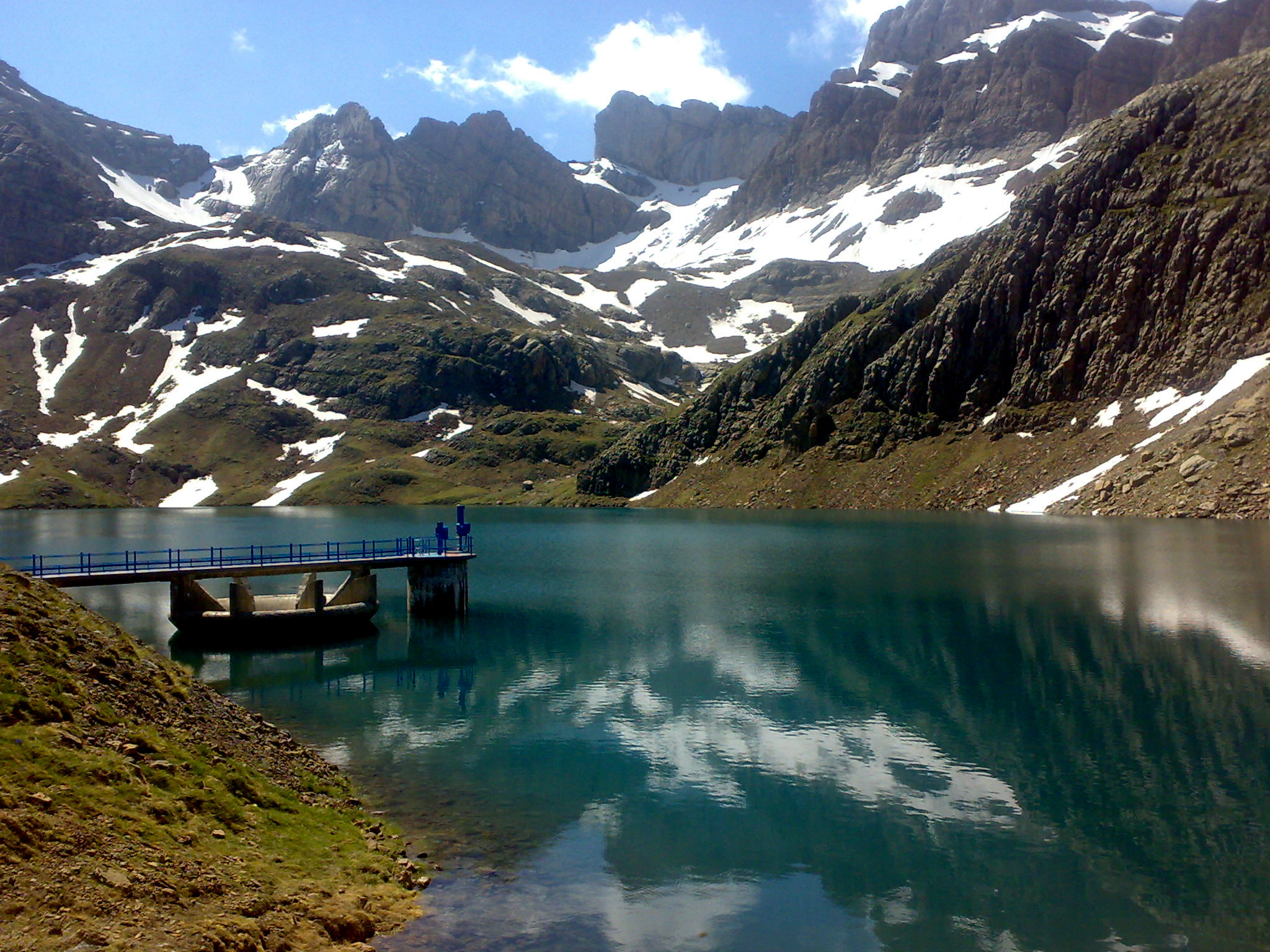
El Ibón de Ip en Canfranc

También encontramos varios ibones en el término de Canfranc, el ibón de Iserias, el ibón de Ip y las balsas de Lacuars.

## Historia

### Prehistoria

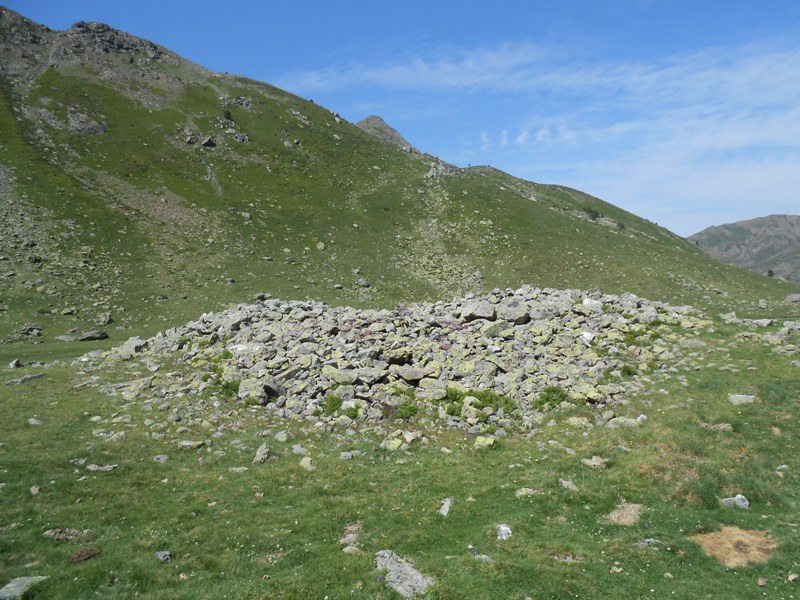
Túmulo de la Rinconada en Canal Roya

En Canfranc se encuentra el conjunto megalítico de la Rinconada de la Canal Roya, de finales del Neolítico datado en torno al 3000 a. C. El conjunto comprende los dólmenes del Mal Paso y la Rinconada, el gran túmulo y varios círculos de piedras (que probablemente sean los zócalos de primitivas cabañas pastoriles). El gran túmulo de piedras se encuentra en la Rinconada, el enterramiento posee un diámetro exterior de 17 m y su altura es de 2,5 m, se halla formado por rocas de andesita.

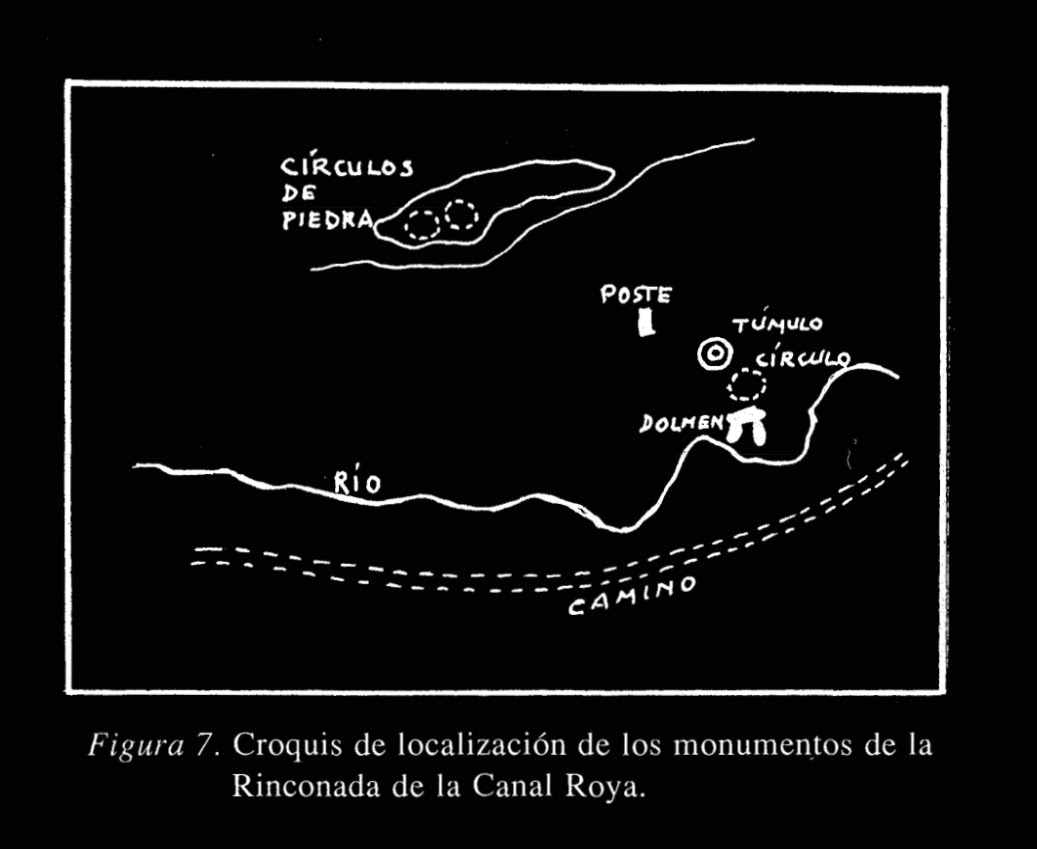
Croquis de la ubicación del dolmen y los túmulos en la Rinconada de Canal Roya

Asimismo, existen dos dólmenes en la Explanada del Barranco de las Blancas en el valle de Izas; el dolmen oeste, de gran tamaño, conserva cinco losas laterales y la tapa, estando tumbada la losa que mira al sur, la cual podría presentar ventana. Es muy probable que aún queden restos megalíticos sin documentar en ambos valles.

### Edad Antigua
Se sabe que desde tiempos remotos, el valle del Aragón y el puerto de Somport han conformado una de las vías de comunicación natural más importantes de la península, al ser el único paso del Pirineo central practicable en todas las estaciones del año que comunique con el continente europeo, cartagineses, vascones y celtas ya empleaban el puerto natural del Somport en época prerromana.

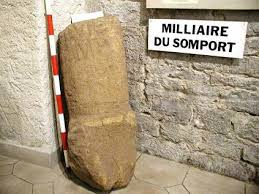
Miliario romano del Somport, descubierto en 1868 en la ladera francesa del puerto

Según el geógrafo griego Estrabón, esta vertiente pirenaica era el territorio de los iacetanos (en griego clásico iakketanoi), un pueblo emparentado con los vascones y fuertemente iberizado, eran probablemente de ascendencia aquitana, los iacetanos fueron derrotados tras la conquista de su capital Iacca por el cónsul romano Catón el Viejo en 194 a. C. tal y como narra Tito Livio en la crónica de dicha campaña, ese mismo año las legiones romanas llegan al puerto de Somport, puerta de entrada natural a las Galias. Los iacetanos son también mencionados como el pueblo más importante del Pirineo, aliados clave de Quinto Sertorio durante las guerras sertorianas (pues el territorio iacetano fue escenario de las campañas más decisivas de dicha contienda) y posteriormente de Julio César en la guerra contra Pompeyo y sus hijos.
Los ingenieros romanos del siglo I d. C. proyectaron en este valle la calzada que unía las ciudades de Caesaraugusta y Beneharnum, tenemos constancia de que a principios del siglo V el paso del Somport fue usado por las invasiones bárbaras que propiciaron el fin del dominio romano en Hispania. En 407, los habitantes de ambas vertientes del Somport hicieron frente al intento de cruce de los vándalos, siendo expulsados a las Galias.

### Edad Media

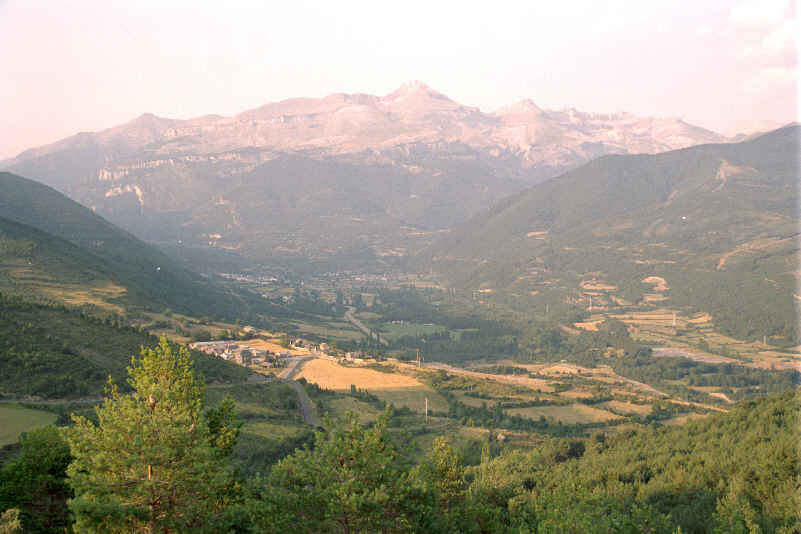
Valle del río Aragón (Somport, Canfranc y Bardaruex), cuna del condado aragonés, gobernado por los señores visigodos de Aruex

El primitivo territorio aragonés durante el reino visigodo ("Aragonnum") era delimitado por los cauces de los ríos Aragón y Aragón Subordán, estaba organizando política y socialmente por los "pagi" (traducido como "clan" o aldea), según el historiador Guillermo Fatás los pagi eran comunidades rurales pirenaico-aragonesas relativamente cristianizadas; los sebúricos (Hecho y Ansó), labasales (Majones), sassauenses (Borau) y iacetanos (Somport, Aruex y Garcipollera) habitaban los respectivos valles de la actual comarca de La Jacetania, casi seguramente desde época romana. En el siglo VII y durante toda la Alta Edad Media, la parte alta del valle de los iacetanos (valle del Aragón) era regido por el señorío visigodo de Aruex (actualmente despoblado próximo a Villanúa), el feudo abarcaba desde la Garcipollera hasta el propio Somport, siendo su finalidad la de proteger militarmente el paso ante las frecuentes invasiones de los francos, reparar la vía romana y despejarla de nieve en invierno. De alguna forma que no se conoce, el señorío godo debió sobrevivir a la invasión musulmana de Hispania y la caída del reino de Toledo, sirviendo de refugio para el importante remanente visigodo huido en las montañas del Pirineo, así como de escondite del famoso Santo Grial en el antiguo monasterio de Sasabe, el cáliz fue oculto por el clero oscense en el cenobio aragonés tras la conquista musulmana de Huesca en 720. El señorío de Aruex desaparece de la documentación a principios del reinado de Sancho III el Mayor.
Tras la batalla de Roncesvalles en 778 y el inicio de la campaña pirenaica, los francos habían logrado controlar la estratégica franja montañosa, aunque los aragoneses iniciaron su resistencia al islam mucho antes, tras la victoria cristiana del primer viernes de mayo de 758 en Jaca, acontecimiento que es celebrado anualmente como fiesta en la ciudad). En el año 802, Carlomagno establece la Marca Hispánica, una marca defensiva integrada en el Imperio carolingio, nacía entonces el condado de Aragón, que abarcaba originalmente el territorio comprendido entre los valles de Hecho y Canfranc, el primer conde franco de Aragón será Aureolo. Durante el dominio carolingio también se fortificó está vertiente para evitar las incursiones sarracenas a través del Somport, pues el paso había sido empleado durante la fallida invasión musulmana al reino franco, que desembocó en la batalla de Poitiers de 732. 
En la primavera de 812 el rey de Aquitania, Ludovico Pío designa al caudillo franco Heriberto la tarea de levantar un asedio en Huesca, la mayor y más importante plaza musulmana al Sur de los Pirineos, ya que el rey había fracasado el año anterior en su campaña por tomar la ciudad. Heriberto, junto al nuevo conde aragonés Aznar I Galíndez, cruzarán el Somport al frente de un gran ejército carolingio y aquitano provisto de máquinas de guerra, tras un duro sitio, en otoño será finalmente derrotado el ejército franco frente a las murallas de la ciudad, viéndose obligado a retirase de nuevo a Aquitania por la misma vía.

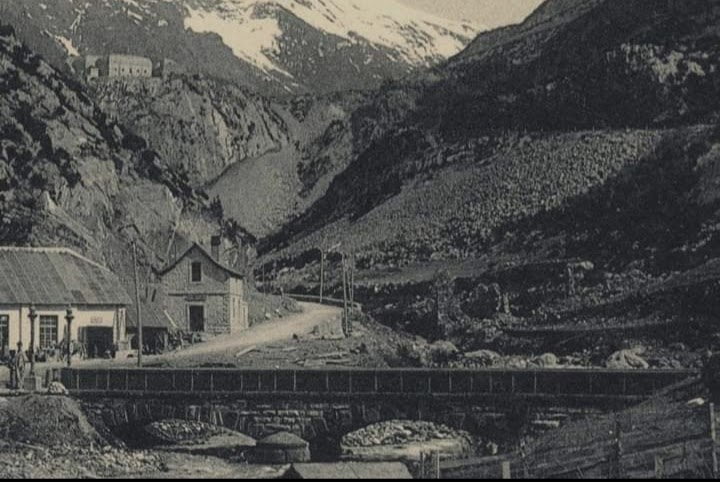
Ruinas visibles del antiguo poblado medieval de los "Aranyones" junto a la orilla del río Aragón en el año 1915, lugar donde actualmente se ubica "la Casilla" construida en 1921

Durante este periodo condal surgen pequeñas aldeas en la zona alta del valle adosadas a la vieja calzada romana, que acabarán despobladas relativamente pronto debido a la rápida importancia que adquiere Canfranc durante los primeros años del reino aragonés. La aldea de Aranyones se puede relacionar con la mansio romana cercana al Summo-Pyrinneo de Somport que es mencionada en el Itinerario de Antonino del siglo III, consta en un documento del reinado de Ramiro I que la aldea fue arrasada por un alud en la primavera de 1040, los habitantes migraron al naciente Canfranc y a Villanúa, convirtiéndose el despoblado en pardina, las rentas del lugar serían donadas en 1115 por Alfonso I el Batallador al hospital de Santa Cristina, su existencia quedó olvidada en los registros hasta el año 1918, cuando sus restos, junto a varios enterramientos y monedas romanas, fueron redescubiertos junto al puente de La Casilla (llamado antiguamente «puente de Roldán») durante las obras de la Estación Internacional de Canfranc. Es posible que, al igual que ocurre en todos los valles de la comarca jacetana, hubiese más aldeas en la zona que a los pocos siglos acabaron siendo pardinas, las cuales no aparecen reflejadas en la documentación, esto se puede relacionar con el hecho de que apenas se conserven iglesias prerrománicas y aldeas anteriores al año 1000 en el condado aragonés, pues es sabido que este territorio de montaña fue fuertemente asolado por las razias de Almanzor.

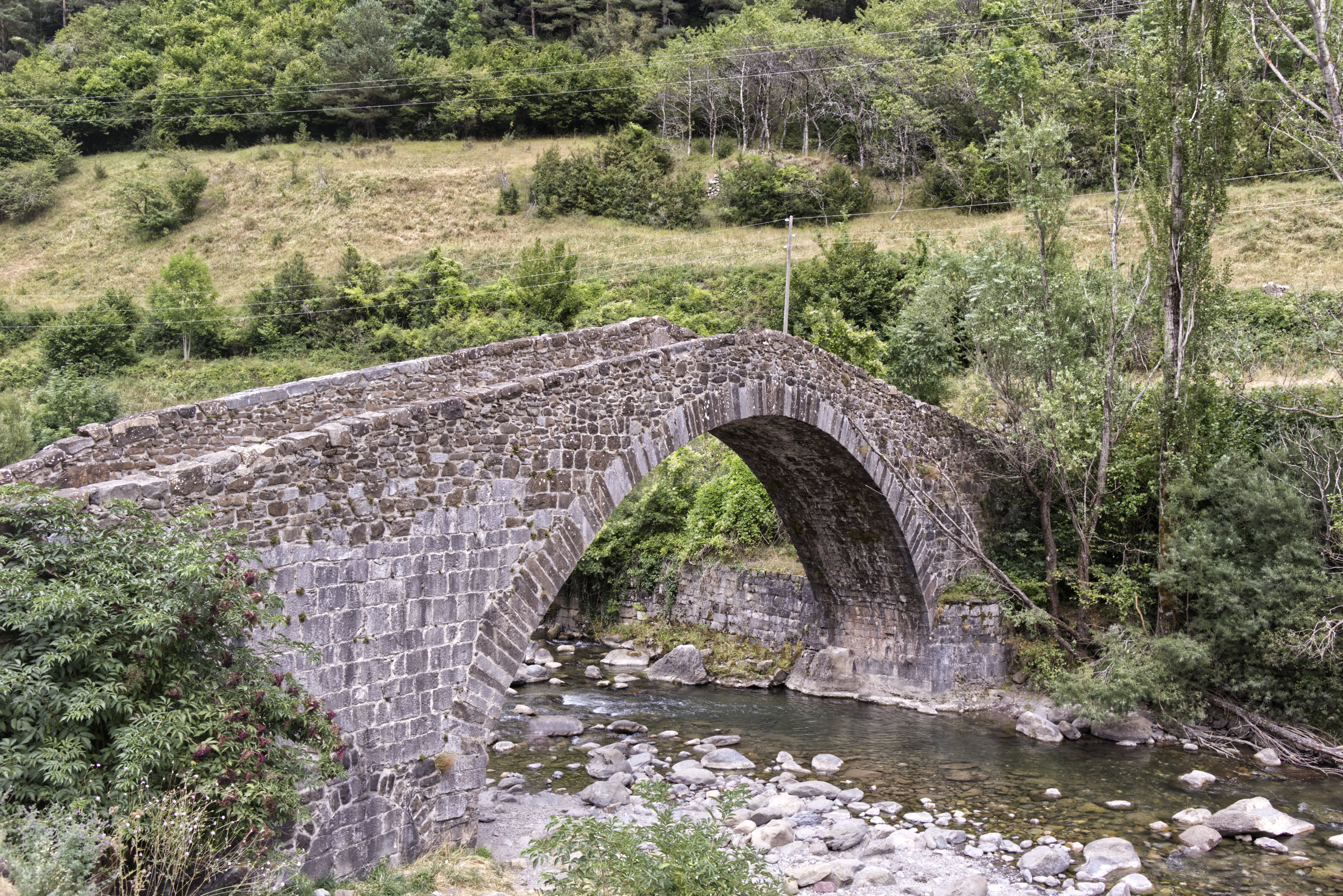
Puente de los Peregrinos de Canfranc del, reparado en 1599

En la primera mitad del siglo XI y a la vera del Camino de Santiago francés, nació Canfranc como un pueblo-calle fronterizo. En medio de un valle profundo y angosto con escasos recursos agrícolas, sus habitantes se dedicaron al comercio y la ganadería, basando su economía en las transacciones entre el Reino de Aragón y el Vizcondado de Bearne, incluyendo la acogida de viajeros y peregrinos ya que por aquí aún discurre el Camino de Santiago aragonés, conocido en época medieval como Vía Tolosana.
La primera mención documental sobre Canfranc se remonta al reinado de Ramiro I, pudiendo datar su fundación entre los años 1040 y 1050, la villa fue consagrada oficialmente por su hijo el rey Sancho Ramírez en torno al 1080, cuando se reestructuró el trazado urbano distribuyendo de forma equitativa las parcelas, aunque los primeros documentos sobre la localidad ya hacían referencia a unas ruinas anteriores que se encontraban en el solar de Canfranc, tratándose quizás de un asentamiento o fortificación anterior al siglo X del que no ha quedado registro ni puede datarse, de ser así, probablemente fuese abandonado tras la incursión de Almanzor en Aragón del 999. 

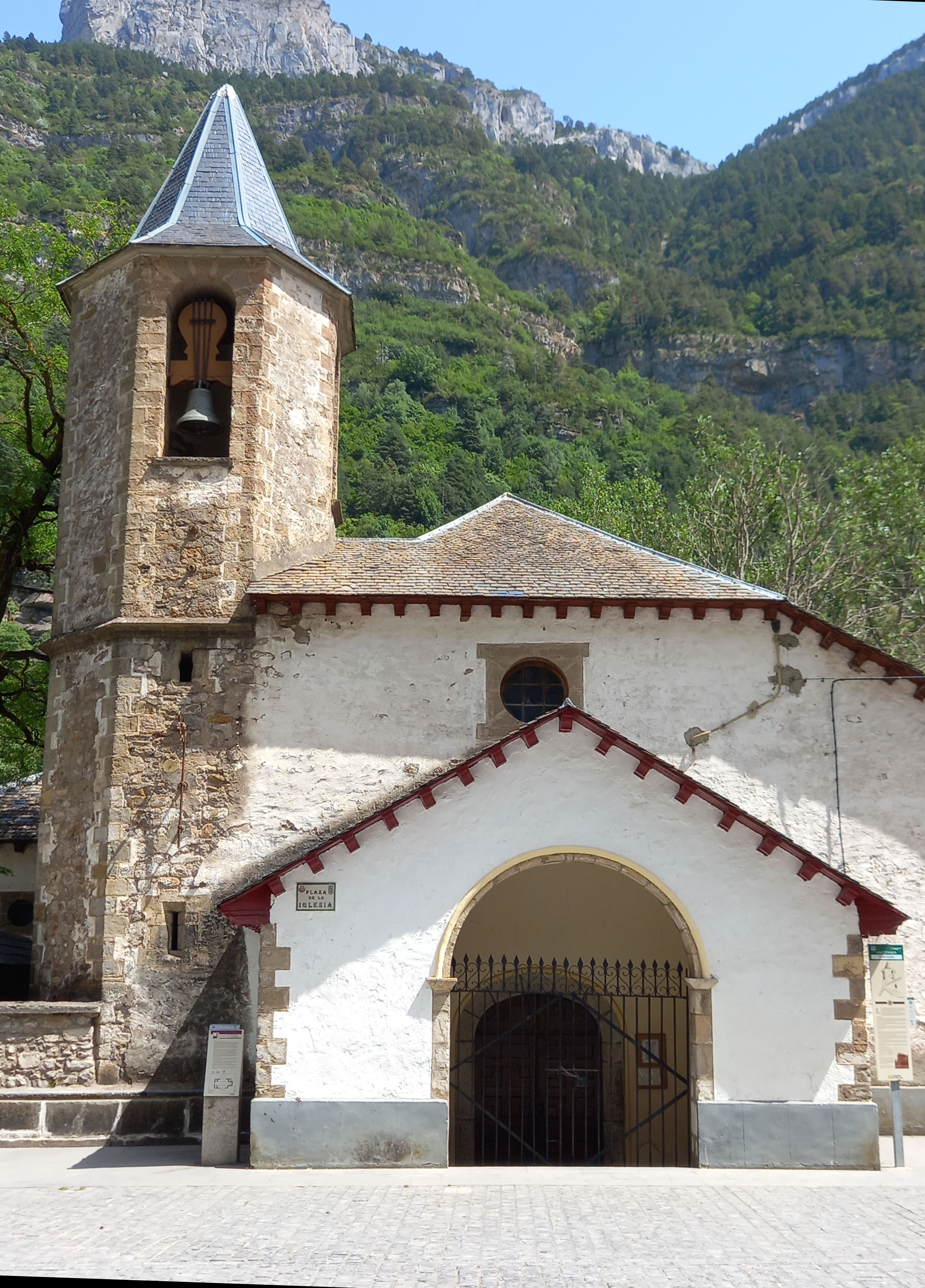
La primitiva iglesia de Nuestra Señora de la Asunción de Canfranc del, la torre octogonal data del

En el año 951, Gotescalco el obispo de Le Puy, realiza el primer peregrinaje documentado a Santiago de Compostela usando el paso de Somport, es a partir de este momento cuando la ruta obtiene gran popularidad entre los primeros peregrinos jacobeos, asentándose como la principal y más importante vía de peregrinación a Santiago desde principios del siglo XI hasta bien entrado el siglo XIII, gracias a este importante hecho, comienzan a asentarse formalmente los primeros pobladores en el lugar para dar servicio a la continúa afluencia de peregrinos europeos, formándose entonces una pequeña aldea a lo largo de este estratégico tramo del camino, se sabe que en 1095 existía ya una alberguería privada en Canfranc, asentada sobre unas ruinas antiguas; es posible que unos cuatro años más tarde, esta alberguería fuera trasladada a Santa Cristina de Somport, dando lugar al hospital y monasterio de este nombre en Somport. De acuerdo a algunos autores, su población estaría principalmente compuesta por francos y gascones, el origen del topónimo latino Campum-Francum (traducido como "el campo de los francos" o más probablemente "el campamento de los francos", debido a la escasez de campos de labor en esta parte alta del valle) podría estar relacionado con dicha circunstancia, también se sabe que en algún momento del medievo se instaló una pequeña comunidad de agotes en la villa como también ocurría en Jaca, Hecho o Ansó, estos eran una etnia de origen desconocido que fue discriminada durante toda la Edad Media a ambos lados del Pirineo. El monje franco Aymeric Picaud nombra al Campum-Francum en el itinerario más importante del Codex Calixtinus, adquiriendo gran popularidad al trazarse formalmente las vías de peregrinación. A principios del siglo XII Canfranc ya era el puesto fronterizo y comercial más importante del Reino de Aragón en el Pirineo, ofreciendo diferentes servicios a los viajeros como alojamiento, aduana, cambio de divisa y mercado, la población también disponía de importantes edificios, como el palacio, la iglesia, dos molinos harineros, un horno, un puente románico, una torre fortificada y varios albergues de peregrinos.

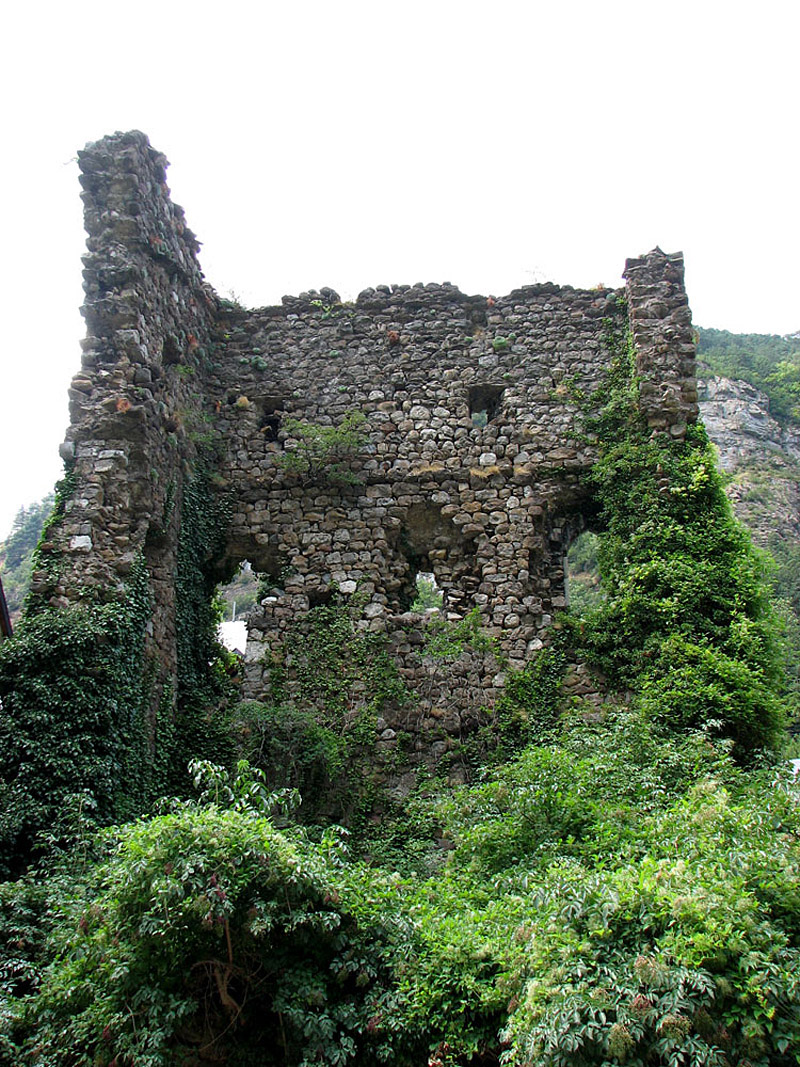
Fachada de la torre de Aznar Palacín construida en el, junto al río Aragón

Los reyes de Aragón concedieron a Canfranc importantes concesiones debido principalmente a dos circunstancias: el ser punto fronterizo y la pobreza de sus tierras. Ramiro I empezó otorgando un permiso a los comerciantes para celebrar ferias y mercados, su hijo Sancho Ramírez estableció un fuero para el asentamiento de pobladores francos en Canfranc, las rentas cobradas a los peregrinos y burgueses por la aduana de Canfranc entre 1060 y 1080 financiaron en gran parte las obras de construcción de la catedral de San Pedro de Jaca, la primera catedral románica de Hispania. En la segunda mitad del siglo XIV, el rey Pedro IV concedió el llamado «privilegio del vino», mediante el cual los habitantes de Canfranc podían transportar vino blanco y tinto por el reino sin pagar el impuesto correspondiente. El privilegio más importante fue otorgado por la reina María de Castilla (esposa de Alfonso V de Aragón) en 1440, se reconocía al municipio el «Derecho de Rota y Porta» que a su vez recogía y reafirmaba los demás privilegios anteriores, este derecho obligaba a sus habitantes a mantener expedito, vigilar y defender el camino a la frontera de posibles invasiones, guarneciendo las fortalezas de Canfranc y Candanchú, a cambio, estos gozaban de la exención de impuestos, además del cobro de los derechos de peaje y aduana a los viajeros en el cruce del Pon Nou, los derechos de Rota y Porta también se mencionan en el actual escudo de armas de la villa de Canfranc.

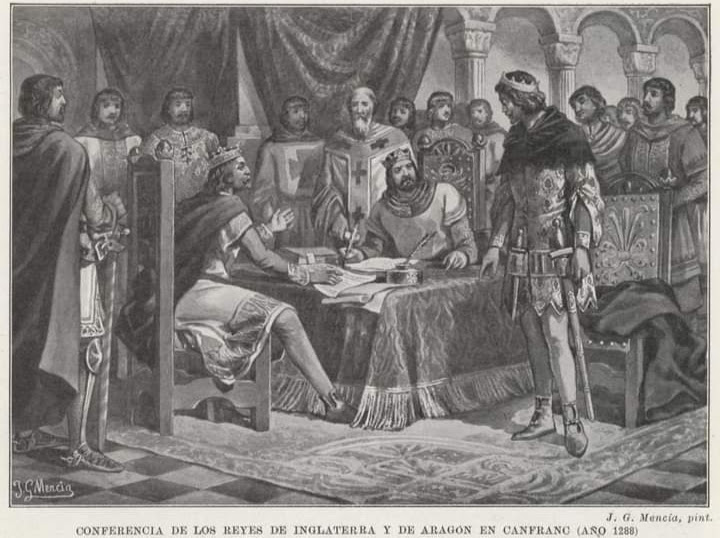
Eduardo I de Inglaterra y Alfonso III de Aragón en Canfranc, octubre de 1288

En octubre de 1288, ocurrió un hecho de importancia histórica en el pueblo; dentro del conflicto ocurrido a raíz de las Vísperas sicilianas, se trató de buscar un acuerdo justo a la guerra entre Aragón y el reino franco de Nápoles, y tras un mes de conversaciones entre diplomáticos aragoneses e ingleses en Canfranc, el 26 de octubre (otros afirman que fue el 29) se acabó firmando la Paz de Canfranc, entre los reyes Alfonso III de Aragón y Eduardo I de Inglaterra, poniendo fin al cautiverio del príncipe heredero Carlos II de Anjou y comenzando una nueva etapa de la guerra, pues el tratado fracasó al no respetar el reino de Francia ni la Santa Sede los términos acordados entre ambos reyes. Se cree que este suceso motivaría casi un siglo después el ataque a Canfranc de las compañías libres inglesas y gasconas en septiembre de 1366, en el contexto de la guerra de los Cien Años y la guerra de los dos Pedros, tras poner sitio al castillo, el pueblo fue saqueado y destruido parcialmente.

### Edad Moderna y Contemporánea

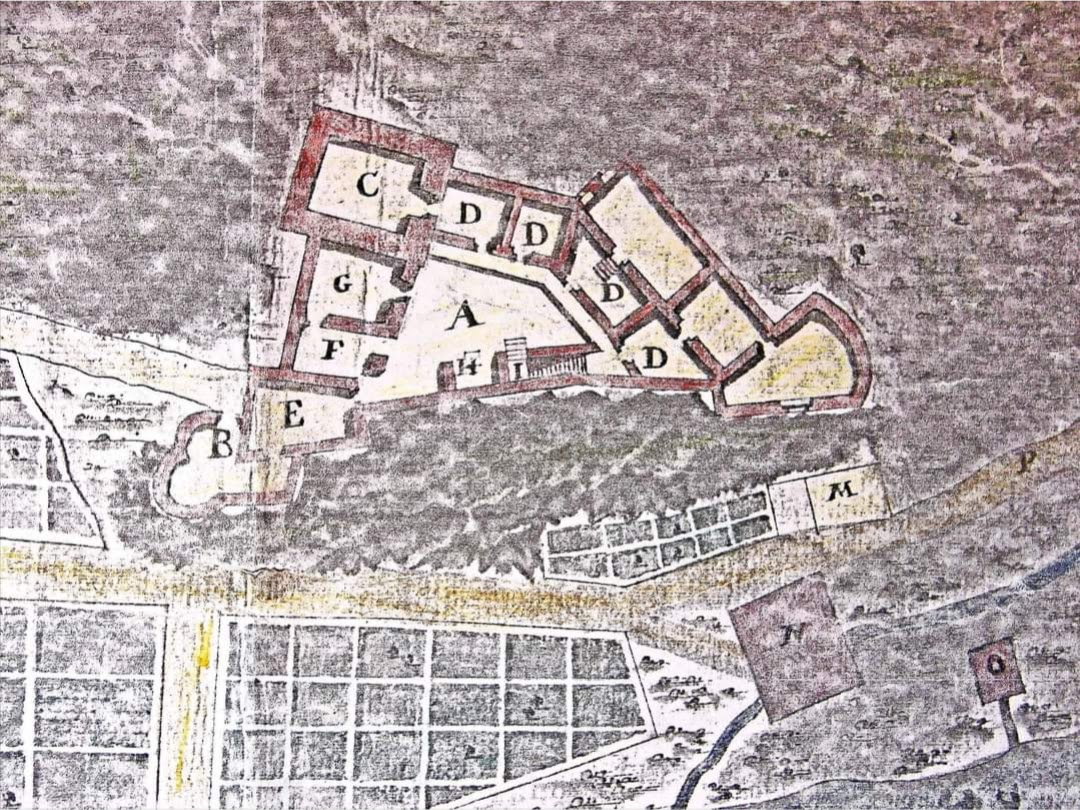
Boceto de la ampliación de Spannocchi en el Castillo de Canfranc en 1592, se observa la torre fuerte original del (C) y las murallas y torreón del (E y B)

En mayo de 1610 se publica en Zaragoza el edicto correspondiente a la expulsión de los moriscos aragoneses, en junio y julio ya son varios miles de moriscos los que esperan en las campas de Jaca y el desfiladero de Canfranc para pasar a Francia, esta llegada masiva se debe a que en febrero el rey de Francia Enrique IV dictó una resolución de acogida de la población morisca, con la condición de que fueran buenos católicos (este rey francés había sido protestante y enemigo de la monarquía hispánica, pocos meses después sería asesinado por Ravillac), ante la avalancha incontenible se decidió en abril la prohibición de entrada de los moriscos en el Reino de Francia bajo pena de muerte, varias decenas de miles quedaron esperando en los puertos del Mediterráneo y Gascuña, por Jaca y Canfranc se estima que llegaron unos 20.000, teniendo que llevar consigo todas sus pertenencias y objetos de valor a través de una dura travesía. Ante la crisis humanitaria, la reina regente María de Medici comprendió la gravedad de la situación y dispuso un sistema de transporte hasta el puerto de Agda para embarcarlos finalmente hasta Berbería. Entre agosto y septiembre de 1610 todos los moriscos ya habían cruzado el puerto de Somport y se dirigían a Languedoc.
En 1617 Canfranc sufriría el primer gran incendio conocido, según una carta dirigida a Felipe IV, con apenas 200 habitantes, solo quedaron en pie la iglesia de la Santísima Trinidad, dos casas, el castillo real y el molino de harina. Existe una leyenda popular en Canfranc a cerca de la maldición que una ermitaña lanzó contra sus habitantes al estos negarle alojamiento, presagió dos incendios y una inundación, este hecho anecdótico puede tener su origen muy probablemente en la expulsión de los moriscos a través del puerto de Canfranc y su posterior incendio 7 años más tarde.

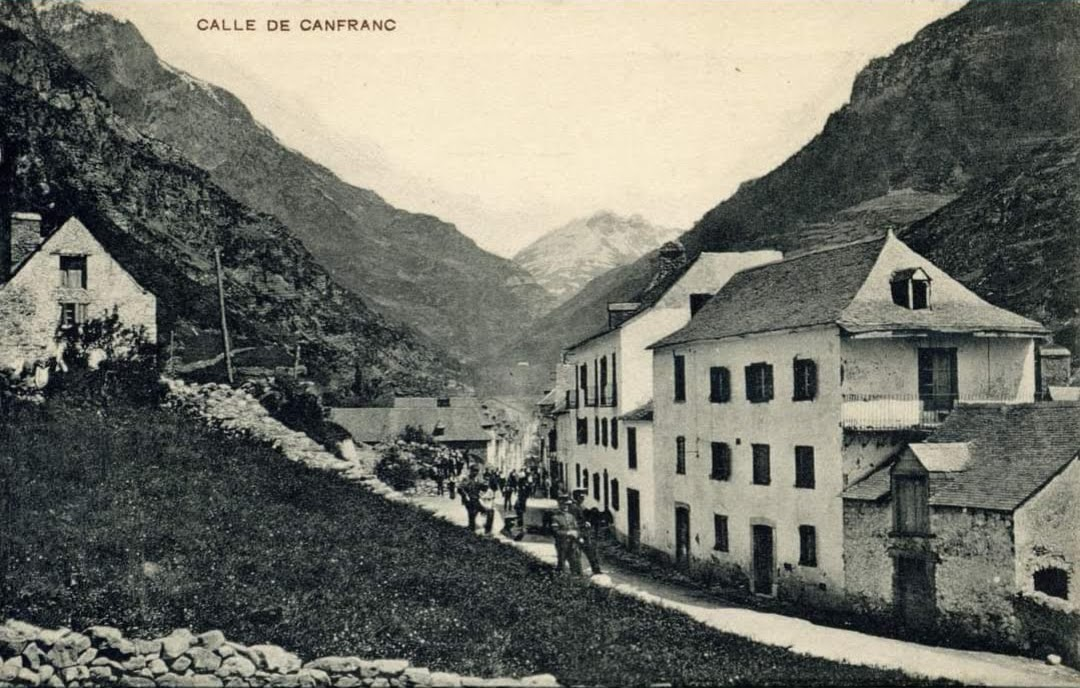
Calle Albareda de Canfranc antes del incendio, la entrada de Jaca, donde estaba la aduana, década de 1910

Históricamente, las comunicaciones interfronterizas han marcado la evolución del valle: el Somport —también llamado en tiempos el puerto de Canfranc— es el paso fronterizo menos abrupto y más transitado de todo el Pirineo central. Desde la antigua calzada romana, pasando por el Camino de Santiago medieval, que derivó en el viejo camino de herradura, transformado en 1876 en carretera, hasta la construcción del ferrocarril transfronterizo —inaugurado en 1928— y el más reciente túnel de carretera, la historia de las comunicaciones a través del Somport está estrechamente ligada a la propia historia de Canfranc.
La antigua villa de Canfranc, pese a los devastadores incendios de 1617 y 1944, todavía conserva parte de su antiguo patrimonio monumental. Los restos del Castillo de Canfranc, con origen en una vieja torre medieval del siglo XII convertida en castillo en el siglo XV y ampliado por el ingeniero italiano Tiburzio Spannocchi en el siglo XVI, sus restos se conservan sobre una peñasco; el viejo molino del siglo XI bajo el castillo, propiedad de la condesa Doña Sancha y donado por su sobrino el rey Alfonso I al monasterio de Santa Cristina; la fachada de la Torre de Aznar Palacín del siglo XIV junto al río; la iglesia parroquial de la Asunción del siglo XII con sus cuatro retablos barrocos; el conjunto renacentista del Convento de la Trinidad fundado en el siglo XVI por Blasco de Les para atender a pobres y peregrinos, además de dos puentes; aguas arriba el Puente de las Eras del siglo XVI, y aguas abajo el Puente de los Peregrinos o Pon nou (en dialecto canfranqués) del siglo XII, reparado en 1599 por el cantero bearnés Ramón d´Arguelas, tras una gran avenida del río Aragón.

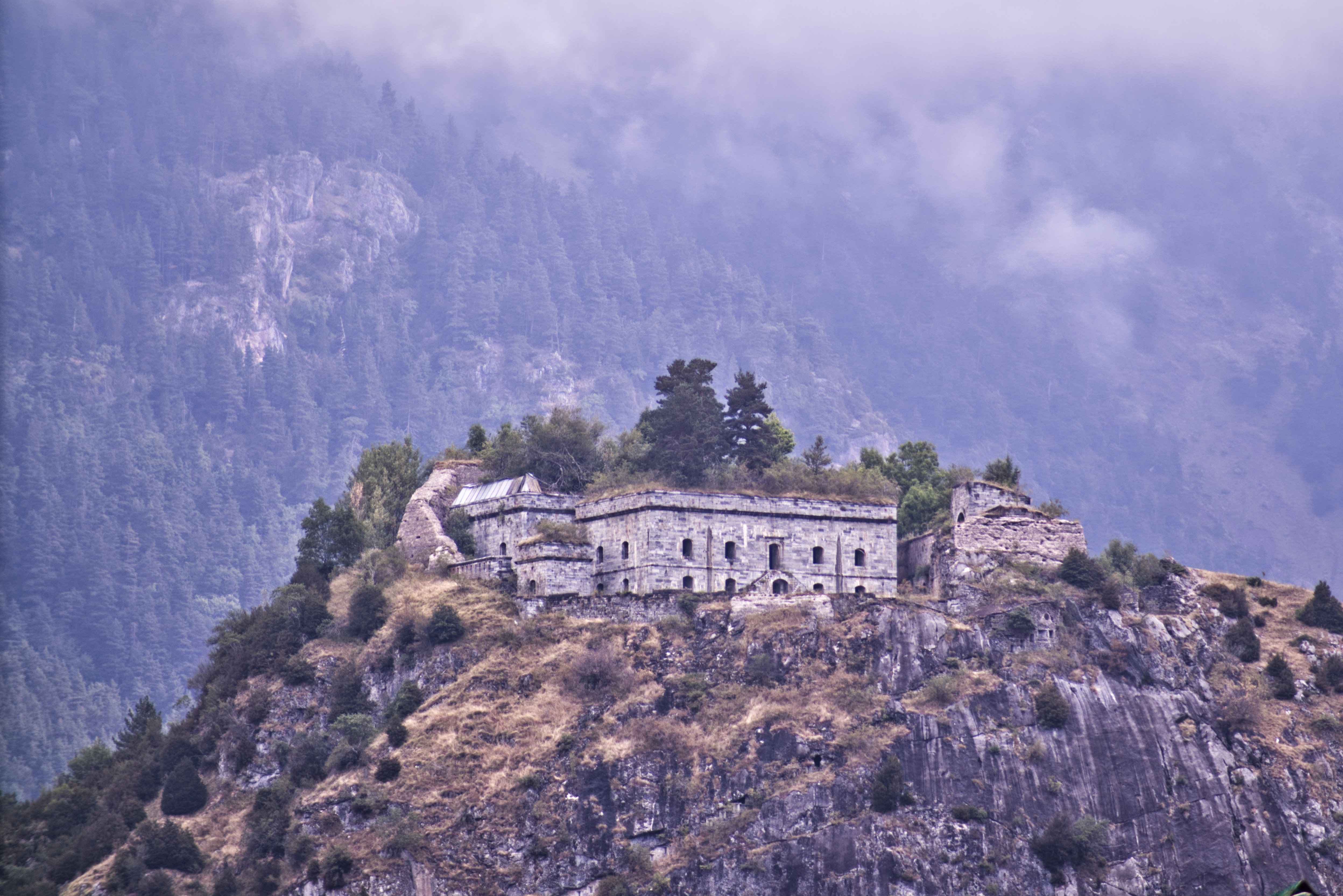
El fuerte de Coll de Ladrones, la construcción actual data de finales del siglo, aunque está levantado sobre varias fortificaciones anteriores aprovechando una ventajosa posición sobre el valle

La importancia estratégica y militar del valle de Canfranc, dada su cercanía a la frontera, fue la causa de la construcción de diversos castillos, torres, fuertes y posiciones militares en el valle, entre los que destacan la Torre de Aznar Palacin (siglo XIV), el Castillo de Canfranc (siglo XII-XV), la Torre de la Espelunca d´Agulla (siglo XVI), el Fuerte de Coll de Ladrones (siglo XVIII-siglo XIX), el Fuerte de la Sagüeta (siglo XIX), la Torreta de los Fusileros (siglo XIX) y la Línea P (siglo XX).
A mediados del siglo XIX, el geógrafo e historiador Pascual Madoz refiere que Canfranc contaba con 84 casas distribuidas en dos hileras, formando una calle y una pequeña plaza. Señala que sus cultivos principales eran trigo, avena y algo de azafrán, obteniéndose buenas patatas pero escasas verduras. También menciona la caza mayor —osos y corzos—, así como la pesca de truchas.

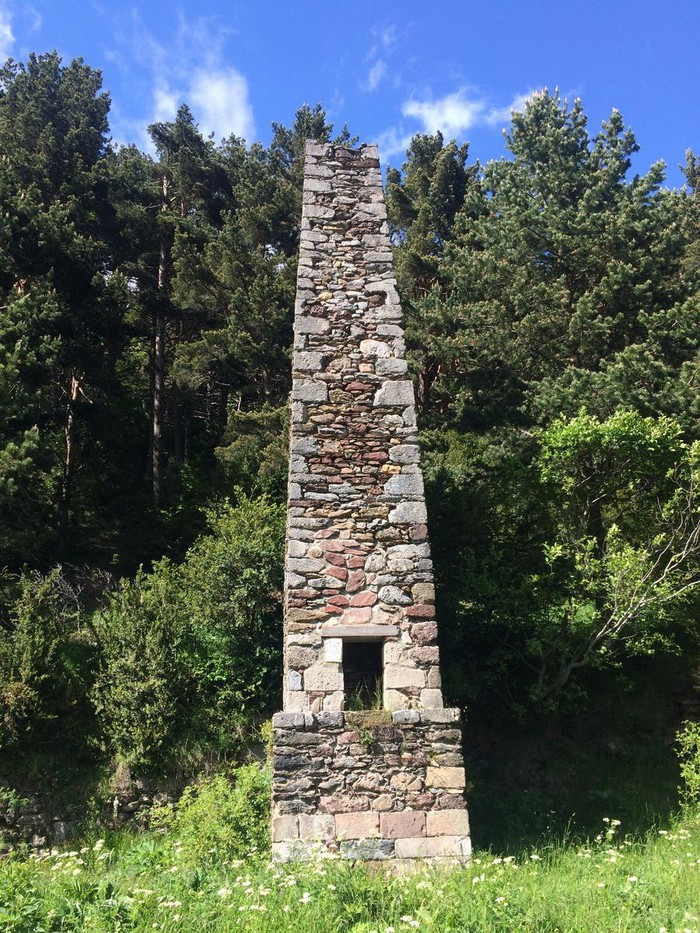
Chimenea de la funderia de l'Anglasé del, último vestigio visible de la mina de Canal Roya

Existía también una industria minera asentada desde el siglo XVIII en la partida de l'Anglasé, donde se trabajaba el metal extraído de la mina de Canal Roya en una forja denominada "casa de la mina", la antigua chimenea de la fundición, aun visible, es un magnífico ejemplar de la minería alto-aragonesa del siglo XVIII, a mediados del siglo XIX se establecerá en esta misma partida una explotación de mármol negro muy lucrativa, surgiendo un pequeño poblado minero en torno a la cantera y la fundición de l'Anglasé, disponían de dos pozos hidráulicos, un lazareto junto al camino real y una gran venta o mesón (llamada borda de l'Anglasé o borda de Bayona, por la casa de sus actuales propietarios) construida en el siglo XVIII y de arquitectura tradicional bearnesas, esta sirvió en ocasiones de cuartel durante las guerras carlistas, cuando fue incendiado en un sabotaje, el edificio fue también una fábrica de navajas de cuerno y botones, escondite de contrabandistas, residencia particular, ya en el siglo XX fue borda ganadera y refugio momentáneo de los maquis, en 1970 se le adosó a la casa vieja varios establos para labores ganaderas, quedando con el aspecto que muestra hoy en día, ambas construcciones son visibles.

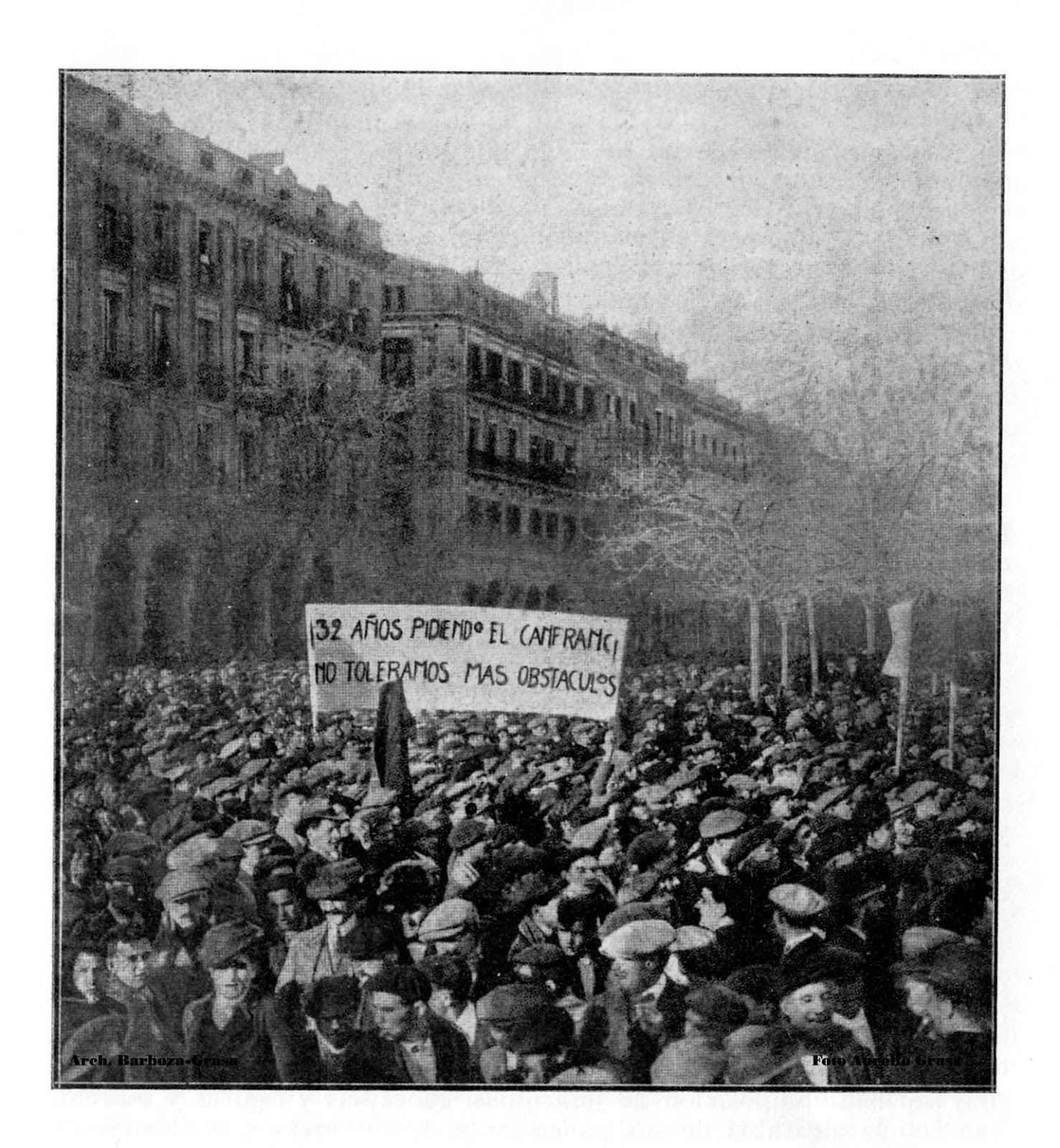
Multitudinaria manifestación en el paseo de la Independencia de Zaragoza, exigiendo el fin de los atrasos en las obras del ferrocarril de Canfranc, el 6 de marzo de 1914

En 1853 se publicó el Manifiesto de los Aragoneses a la Nación Española en el que se reivindicaba que el tren saliera más allá de los Pirineos. Francia mientras tanto parecía estar más interesada en otras conexiones internacionales, mientras en España se incluía este transpirenaico en el Plan General de Ferrocarriles y le dotaban de una subvención de 60.000 pesetas por kilómetro.

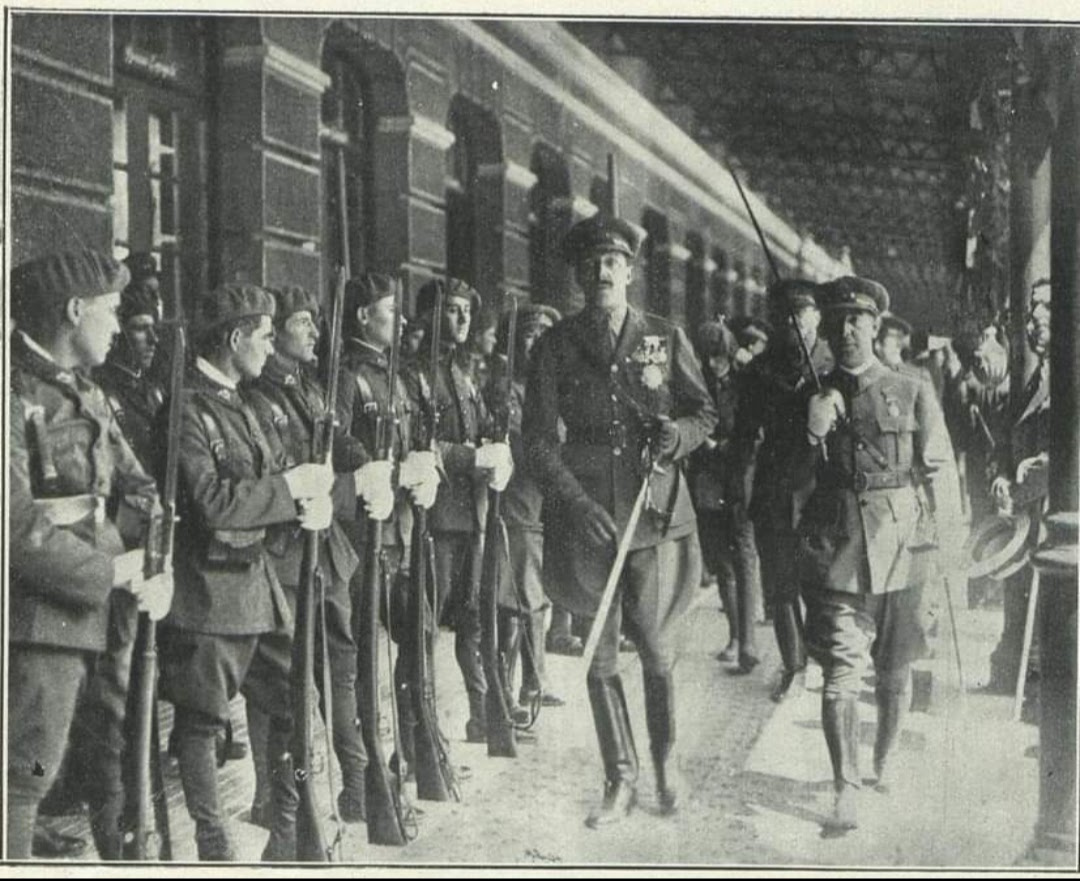
El rey Alfonso XIII pasando revista a las tropas de montaña de Jaca durante la inauguración de la Estación de Canfranc, el 18 de julio de 1928

La llegada del ferrocarril revitalizó el pueblo, el 16 de enero de 1907 se decidía oficialmente el establecimiento de una nueva población denominada "Los Arañones", en torno a la futura Estación Internacional, se evocaba así a la antigua población homónima (Aranyones, Aragnons) que existió en ese mismo paraje en época alto medieval a la vera del Camino de Santiago. Las obras de perforación del túnel duraron varios lustros y se calcula que se cobró un centenar de vidas; la construcción de la línea férrea comenzó en 1882 y en 1908 se abrió el túnel, entre 1914 y 1918 se pararon las obras con motivo de la Primera Guerra Mundial, en la década de 1920 se construyó el nuevo poblado de Los Arañones para dar vuelta alojamiento a los ferroviarios españoles y franceses y sus familias, si bien el ferrocarril y la estación internacional serían inaugurados finalmente el 18 de julio de 1928 por el rey Alfonso XIII y el presidente de la República Francesa Gaston Doumergue.

### Guerra civil española

El frente de Aragón en 1936, Canfranc era la línea del frente pirenaico al inicio de la guerra

En julio de 1936 las tropas franquistas, después de un retraso de dos días con el resto del golpe nacional debido a un sabotaje que los huidos republicanos de Canfranc hicieron en la vía, los militares llegaron en tren desde Jaca, pronunciando el levantamiento públicamente en la estación frente a las autoridades y pasajeros presentes. Los carabineros y la Guardia Civil no se opusieron al golpe, pudiendo conservar sus puestos, siguiendo con su misma labor, pero con la orden de detener a todos los republicanos huidos, por lo que, a partir de entonces, hubo mayor presencia militar e investigaciones. Los militares sublevados ocuparon sin oposición el poblado de Los Arañones y su moderna estación internacional, armaron a los simpatizantes locales (que además hicieron saber a los franquistas de las muchas familias republicanas de Canfranc) y los designaron como guardias a dos puestos de control, a la entrada y salida de la carretera de Los Arañones-Canfranc. Su estación internacional también quedó controlada por militares, pronto se cerró el tráfico por vía férrea con Francia y los artificieros nacionales tapiaron con ladrillos y escombros la boca española del túnel después de haber sembrando con minas antipersona su interior. Aquella repentina obsesión por controlar y bloquear el acceso por tren era la materialización del temor real de Franco a una posible intervención francesa por Somport en ayuda de la República, pudiendo amenazar su actual retaguardia y plaza fuerte en los Pirineos, ya que el frente pirenaico se encontraba en esos primeros momentos en los valles y pasos de la Canal Roya e Izas. Ambos valles eran los accesos tradicionales desde Canfranc a Sallent y Piedrafita, localidades vecinas del valle de Tena, que estaba bajo control republicano. El mando y la tropa nacional se instaló en el Fuerte de Coll de Ladrones para defender y vigilar de cerca el posible frente de Izas. Además se formaron convoyes humanos de suministro, compuestos por civiles del valle, y dirigidos por oficiales militares hasta las posiciones nacionales del frente de Biescas. También se hicieron defensas en Somport, arriba en la frontera, levantaron trincheras y fortines de madera, además de realizar un férreo control fronterizo, por ambas partes, propio de una frontera en guerra.

#### Los republicanos de Canfranc

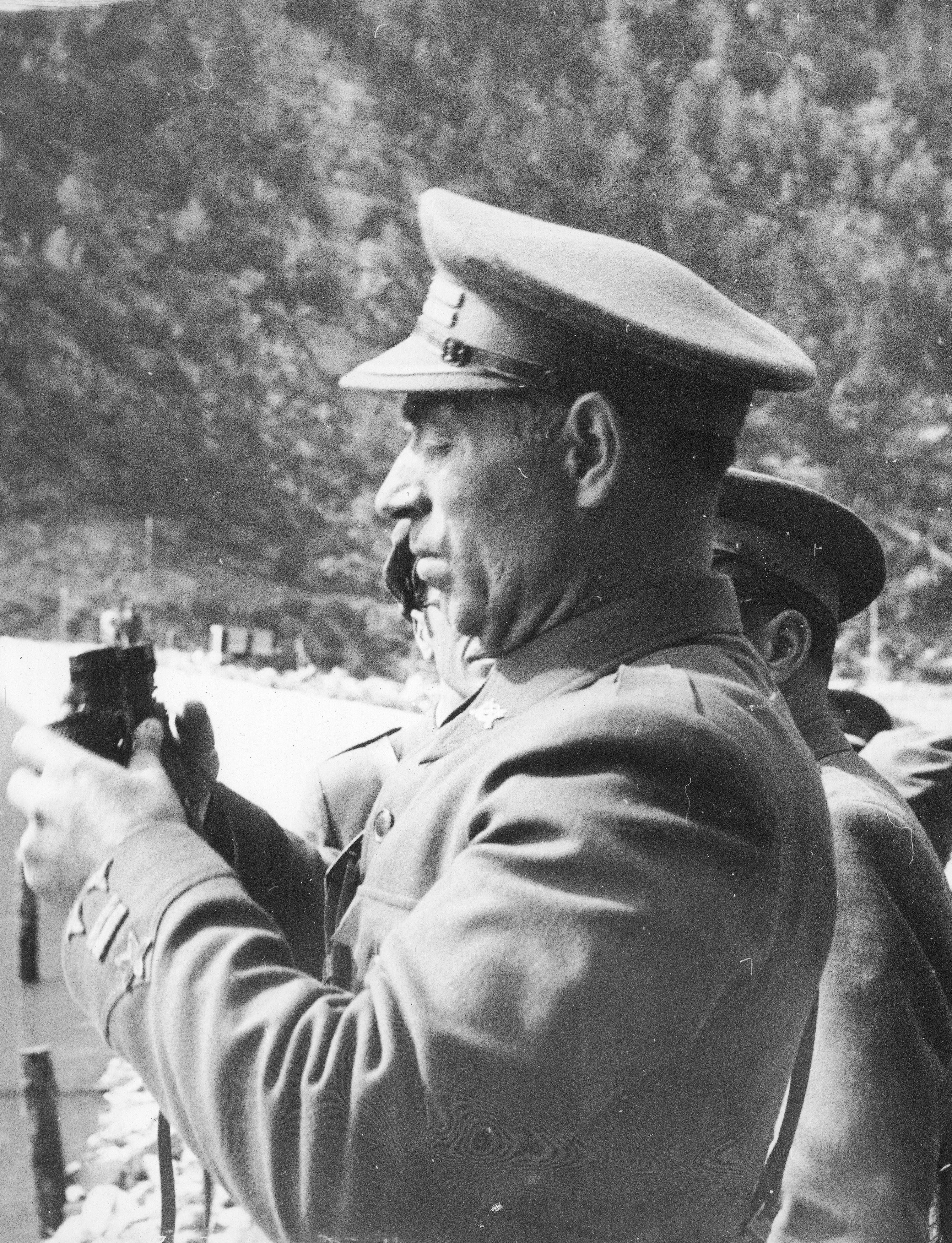
El general Antonio Beltrán, natural de Canfranc, durante la Bolsa de Bielsa de 1938

Eran muy famosos entonces, aquellos republicanos nacidos en Canfranc (redescubiertos y reivindicados recientemente) y conocidas localmente las gestas militares que lograron durante esos difíciles años de guerra total. Habiendo participado algunos en la sublevación de Jaca en 1930, liberados por la Segunda República en 1931, se organizaron y partieron en grupo a luchar con el Ejército Popular en 1936, y más tarde, tras pasar a la clandestinidad, en 1939. En la Segunda Guerra Mundial, los de Canfranc lucharon en las guerrillas contra la ocupación alemana entre 1942 y 1944, en los cercanos valles de Aspe y Ossau, territorios franceses vecinos por el Somport y Canal Roya con su hogar. Estos experimentados combatientes de Canfranc fueron muy valorados y respetados entre los resistentes franceses. Este famoso grupo de maquis concluyó su lucha (ininterrumpida durante esos 10 años) con la fatídica Operación Reconquista en octubre de ese año, cuando murió Cavero, su comandante y amigo desde la infancia, los más conocidos son: Antonio Beltrán "el esquinazau", Francisco Cavero "el taxista de Canfranc", Hilario Borau "el libertario" y Ricardo Sánchez "el de casa Bayona". El comandante Cavero, junto a Borau y Sánchez, formarían en 1943 el condecorado grupo de maquis españoles que, tras sabotear y emboscar a los alemanes de la frontera pirenaica francesa, los de Canfranc y sus guerrilleros persiguieron entre desesperados y duros combates al nutrido contingente alemán en retirada hacia España, compuesto por todos los efectivos de la Wehrmacht, las SS y la Gestapo destinados en Olorón, Pau y los valles circundantes. Los hostigaron hasta la boca francesa del túnel de Somport. Su grupo fue artífice y protagonista de la expulsión de los alemanes, liberando el Alto Bearn en agosto de 1943. En la invasión republicana de los Pirineos, meses después, murió en combate Cavero, su comandante y amigo inseparable desde la infancia, lo que alejó a los supervivientes de la lucha armada contra Franco, viviendo exiliados hasta 1975. Antonio Beltrán, legendario general de "la heroica" 43° División republicana en Bielsa, partió al acabar la guerra como instructor militar del Ejército Rojo en la URSS, muriendo exiliado en México en 1960.

### Segunda Guerra Mundial

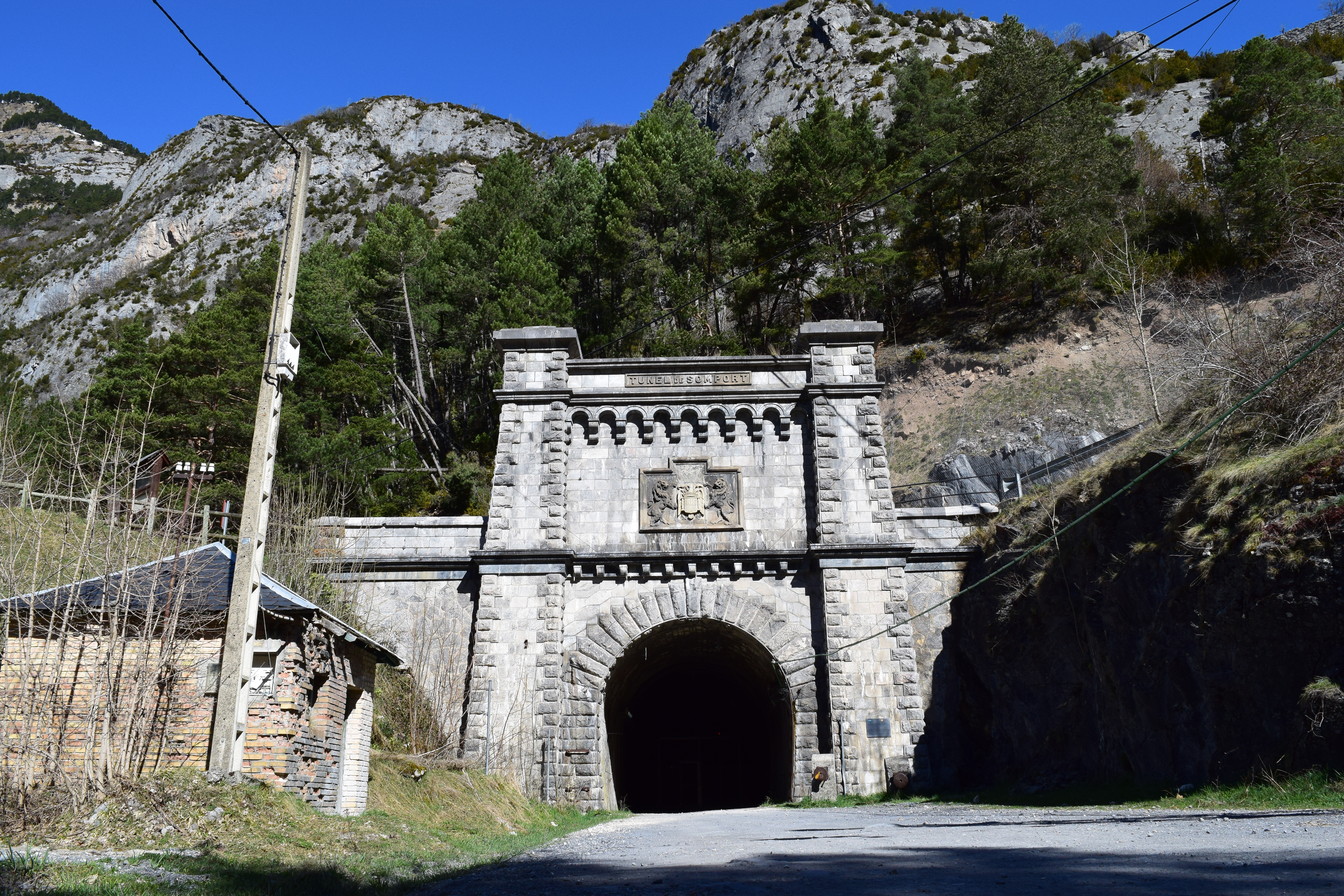
Túnel ferroviario de Somport al Norte de Canfranc-Estación, concluido en 1914, tapiado y minado en 1936, fué la vía de entrada del oro nazi y última parada de miles de huidos judíos que abandonaban el territorio ocupado en tren, por el túnel pasó grandes cantidades de artillería y wolframio, que Hitler y Franco intercambiaban en secreto en la Estación de Canfranc, además de los famosos camiones del oro suizos. En 1943 fue usado por el espía aliado Albert Le Lay (el rey de Canfranc, jefe de la aduana francesa) para introducir la primera radio de la Resistencia francesa, en agosto de 1944 llegaron a la boca española numerosos soldados alemanes heridos y maltrechos, puestos en huida por los maquis españoles del comandante Francisco Cavero, natural de Canfranc

Una vez acabada la guerra civil, el tráfico ferroviario en la estación se reabrió y volvió brevemente la normalidad previa a la guerra, pero, con su fin y la derrota de la República llegaron miles de huidos republicanos que abandonaban el país en tren o a pie, cruzando el Somport hasta Francia escapado de la represión franquista, muchos serían internados en el cercano campo de Gurs. A los pocos meses estallaría la Segunda Guerra Mundial, iniciando el mayor periodo de esplendor de la estratégica estación internacional y el pueblo de Canfranc-Los Arañones (a pesar de sus luces y sus sombras). Con la invasión alemana de Francia en 1940 y la creación del régimen colaboracionista de Vichy, empezaron a llegar en tren miles de huidos desde Francia (en su mayoría judíos de Europa central) escapando de la persecución del régimen nazi, los alemanes aún estaban relegados en la costa atlántica francesa, pero ya se dejaban ver oficiales de la Wehrmacht visitando las instalaciones ferroviarias de la parte francesa de la estación de Canfranc, es entonces, cuando Hitler se percata de la importancia estratégica de la estación y la vía Pau-Canfranc, España no estaba en guerra, pero Franco tenía una postura de no beligerancia poco fiable, además, el apoyo militar que le prestó Alemania durante la guerra civil no fue gratuito, ahora el caudillo debía compensar a Hitler facilitándole un valioso mineral, muy abundante en España, se montó una red de abastecimiento de wolframio (en Galicia existían numerosas explotaciones de este importante material) en tren desde Canfranc, lejos del alcance de los bombarderos ingleses de la RAF, este mineral le permitía mejorar el blindaje de sus efectivos panzer, que por entonces sometían a casi toda Europa mediante la táctica del Blitzkrieg. 

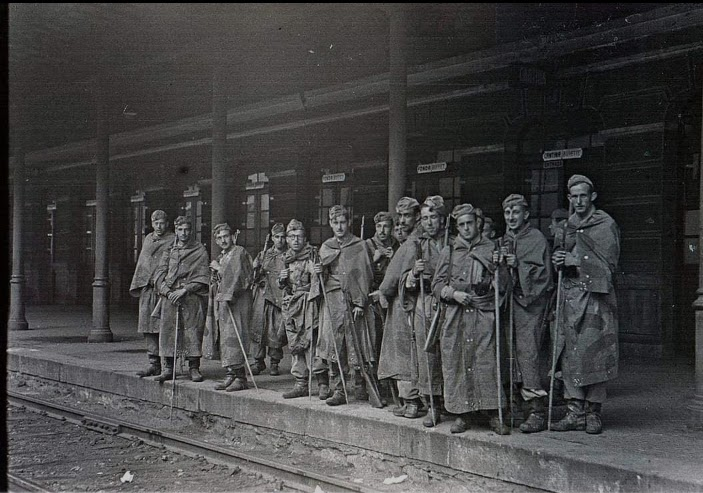
Soldados de la Academia General Militar en maniobras de montaña, sobre el andén de la estación de Canfranc, año 1942

El pueblo y la estación eran también huéspedes desde 1941 de un continuo contingente de soldados españoles en prácticas de montaña, unos cursos organizados por la Academia General Militar de Zaragoza, los soldados nacionales se instalaron principalmente en los andenes de la estación y la fortaleza de Coll de Ladrones, aunque algunos oficiales residieron en pisos vacíos del poblado de los Arañones. Esto provocó que entre 1941 y 1944, debido a su importancia estratégica, Canfranc y su valle se encontrase constantemente bajo un importante control militar, compaginando con la ocupación alemana de la parte francesa de la estación. 

#### La ocupación alemana en la parte francesa de la estación

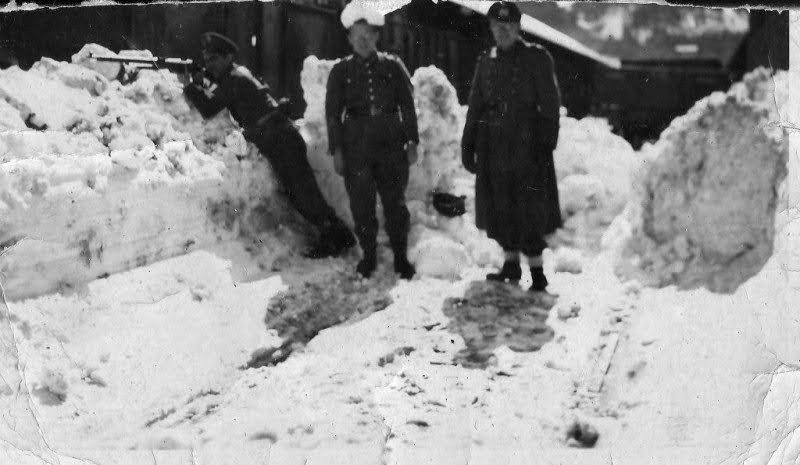
El carabinero Antonio Benedé posando con un fusil Mosin-Nagant junto a dos soldados alemanes en las cocheras de la estación de Canfranc, invierno de 1943

En septiembre de 1942, tropas alemanas e italianas invaden la Francia de Vichy, quedando las autoridades policiales y aduaneras francesas a partir de entonces sustituidas o subordinadas a las alemanas, ese mismo mes es señalado por las gentes de Canfranc (y la documentación secreta descubierta en la estación en el 2000) como la llegada formal de los aduaneros y soldados germanos a la frontera del Somport y Canfranc, además se establecen en la parte francesa de la estación, donde tenían jurisdicción sobre los gendarmes y ferroviarios franceses, estos últimos eran, desde su llegada en la década de 1910, de tradición socialista y anarquista, por lo que eran vigilados de cerca por la Gestapo, la policía secreta de la Alemania nazi. Es entonces, cuando el histórico jefe de aduanas francés de la estación, Albert Le lay, apodado "el rey de Canfranc", empieza sus andanzas como espía de los aliados, introduciendo en Francia las primeras radios de la Resistencia y pasando información Londres, que llegaba al gobierno francés en el exilio, todo esto era posible gracias a la red de espionaje establecida en el tren de Canfranc, la línea Pau-Canfranc-Zaragoza-Madrid-Lisboa-Londres (también llamado "el tren de la libertad") fue fundamental para los aliados, pues permitía acceso al tráfico de documentos vitales entre una frontera que parecían impermeable y además, bajo control alemán.  
Cuando el tren de Francia, los pasajeros debían bajarse para cambiar al tren español que esperaba en el otro andén (en Canfranc se realizaba el cambio de ancho de vía, del europeo al español), para ello tenían que cruzar obligatoriamente por las aduanas, donde los carabineros y soldados alemanes realizaban detenciones y registros rutinariamente. Ese breve intervalo que había entre el cambio de trenes en los andenes y el paso por la aduana en el vestíbulo, de apenas unos escasos minutos, era aprovechado por los huidos y espías aliados para evadir los frecuentes controles alemanes en los andenes y la aduana del vestíbulo, muchos fueron detenidos saltando de los trenes en marcha o corriendo por la playa de vías, tratando de alcanzar el bosque cercano, los indocumentados y sospechosos eran detenidos en los controles del vestíbulo, otros se escondieron de polizones entre los huecos  de los vagones de pasajeros y mercancías.   
Las autoridades alemanas controlaron el tráfico de pasajeros y mercancías en tren por el túnel ferroviario de Somport hasta Francia hasta principios de 1944, además, la Gestapo realizaba repentinas inspecciones a los pasajeros en los andenes y trenes franceses, llegando a detener a varias personas, que eran custodiadas hasta el mando de la Gestapo y puesto avanzado alemán en la otra boca del túnel, también se encontraban habitualmente algunas patrullas por las calles de Canfranc-Estación y sus numerosas sendas de montaña, que fue, según la documentación donde hubo menos detenciones se documentaron entre las autoridades españolas, contradiciendo la versión que comparten paisanos y guardias civiles, que afirman que era habitual ver a los guardias alemanes registrando o deteniendo huidos errantes por los montes de Canfranc, existe la sospecha entre algunos que estas detenciones en los parajes apartados y remotos de Canfranc (muy frecuentes también en Somport) hubiera terminado trágicamente en una rápida ejecución sin posibles testigos, saltando el trámite de detención, pues ni siquiera se contabilizaron las detenciones en los montes (hecho muy probable y a tener en cuenta según contaban ciertos testigos, pastores y residentes de los montes, vieron o escucharon por los solitarios pastos y bosques, aunque aun no se haya demostrado la existencia de ejecuciones extrajudiciales ni ubicados los supuestos enterramientos). Algunos los soldados alemanes debían realizar patrullas nocturnas por el pueblo, al estar toda la colonia de franceses de Los Arañones bajo toque de queda por los alemanes. Los carabineros y la guardia civil confirmaron que tenían la orden de entregar al oficial de la Gestapo de Les Forges d'Abel a todo indocumentado que se encontrase por los montes intentando entrar en España. El jefe de aduanas español, Antonio Galtier Rambaud, relata un hecho trágico ocurrido en la estación:  
Como caso impresionante, traigo a colación la de una familia que venía de Hungría. Habían pasado mil calvarios hasta llegar a Canfranc-Estación Internacional. En sus caras se veía la alegría de huir del genocidio, pero... al padre de aquella familia compuesta de esposa y cinco hijos, que tenía menos de 50 años, un oficial alemán le dijo: "Al Ejército del Fuhrer. Usted no pasa. Usted a Alemania, al Ejército, a las trincheras. La familia que siga a España o donde quiera, pero usted está en edad militar. Al Ejército del Fuhrer." La familia se volvía loca. Aquel hombre que tenía que separarse de los suyos se tiraba de los pelos. Arremetió contra el oficial alemán y en ese momento, el pobre judío se desplomó. Cayó al suelo. Se le subió a los largos mostradores. Sus labios se ennegrecían y, aunque rápidamente se avisó al médico de Sanidad, cuando llegó, aquel padre de familia había muerto de un infarto. ¡Qué cuadro! ¿Qué se hacía? Los alemanes decían que lo entierren aquí. Y así se hizo, con una colecta que abrió el Ayuntamiento y a la que contribuimos todos. Se le hizo un modesto entierro y en Canfranc yace este pobre judío húngaro.
Un jovencísimo José Antonio Labordeta, que por entonces solía veranear junto a su familia en la venta de la Cuca (al norte de Arañones, cercano al conocido como "puesto de control" de los militares), recuerda el campo de detención que los alemanes y la guardia civil montaron en las ruinas de una antigua borda, detrás de una de las casas, lo cual es corroborado por algunos mayores de Canfranc. También existe un acta de defunción de un desconocido que apareció muerto en el río Aragón a su paso por Canfranc con un número (J-88) tatuado en el brazo, probablemente se tratase de algún judío escapado de algún campo de exterminio.  

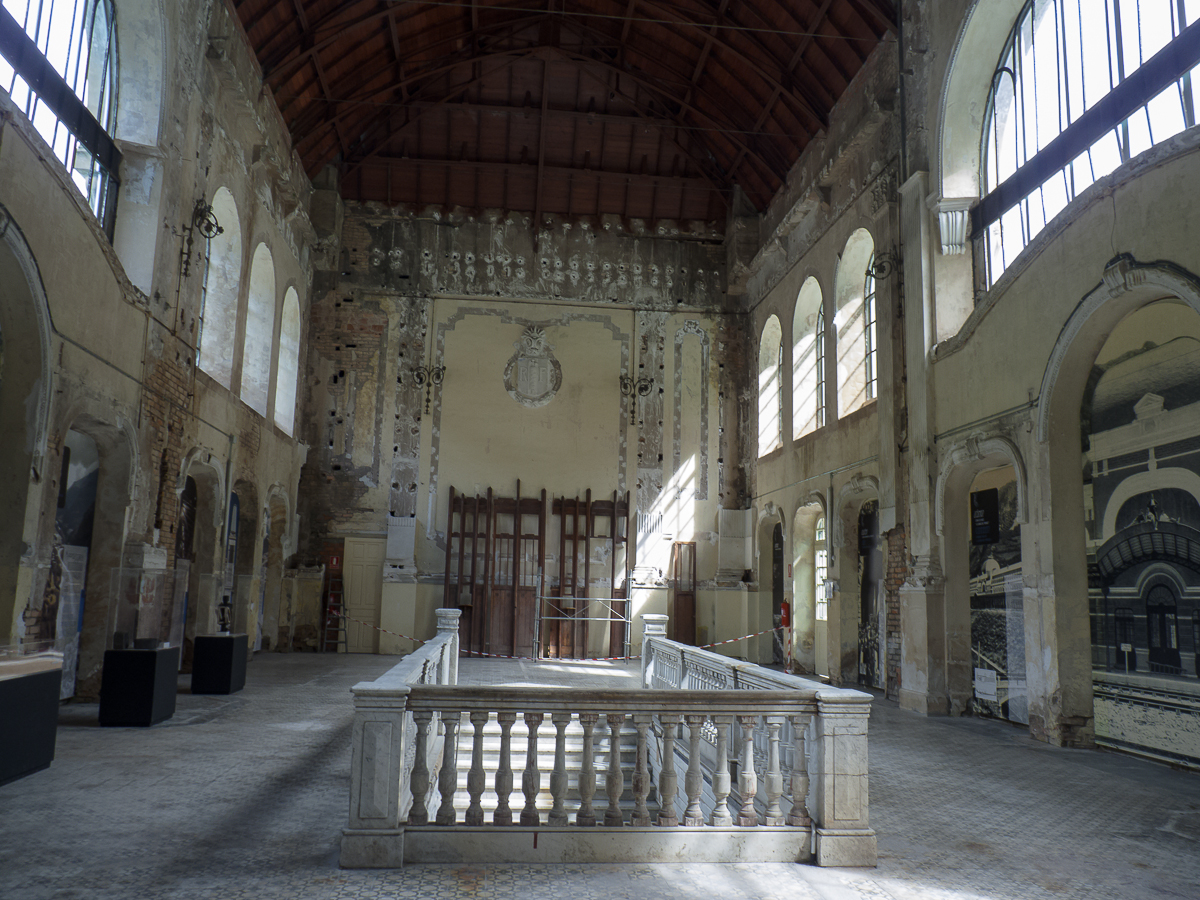
El vestíbulo de la estación internacional de Canfranc antes de la restauración de 2018

Por lo general, los germanos tuvieron un trato bastante cordial con la población española de Canfranc (aunque no tanto con gendarmes y trabajadores franceses, los cuales no pocas veces se negaron a colaborar con los nazis) al no ser realmente en un territorio ocupado para ellos, destinos como Canfranc o el valle de Aspe era considerado entre la tropa alemana como uno de descanso y ocio, alejado por aquel entonces del frente oriental,  consideración que se repetía entre los soldados alemanes por toda la frontera hispano-francesa de los Pirineos (por lo menos hasta julio de 1944). Hubo buena relación entre los militares alemanes y los canfranqueses, con los que compartían el día a día. No era raro ver a oficiales y soldados alemanes en los bares y cantinas del pueblo (El Universo, Ara Buisan, Casa Marraco y la Fonda de la Estación), realizaban banquetes y bailes de salón en el vestíbulo y la fonda de la estación a los que acudían las mozas del pueblo. Se ha determinado que, entre las visitas puntuales a Canfranc de oficiales de las SS y la Gestapo, en la parte francesa de la estación hubo un destacamento permanente de unos 12 soldados de infantería al mando de un tal comandante Wagner, a los que se sumaban otra docena de aduaneros alemanes, aunque el número real de soldados y aduaneros en la estación entre 1942 y 1944 se desconoce y podía variar según el momento, está es una aproximación, aunque sigue siendo un número razonable. Este oficial alemán que se menciona, recordado por la tradición popular con el nombre de Wagner, bien pudo haber sido aquel que, según recuerda Labordeta, le enseñaba latín y estampas postales en Casa Marraco, durante aquellos convulsos veranos en Canfranc. Otro personaje del que se tiene recuerdo en el pueblo era un comandante del Heer alojado en la Fonda de la estación, que debió de morir de forma natural (paro cardíaco) en su habitación, según lo que se cuenta (casi rozando la leyenda), aquel comandante alemán debió de ser enterrado en el cementerio municipal de Canfranc pueblo, aunque ni su tumba ni la del judío húngaro muerto en similares circunstancias se han encontrado (es más posible la historia judía del húngaro/polaco, al existir una colecta para su entierro en la localidad).

#### Los papeles de Canfranc y el oro nazi

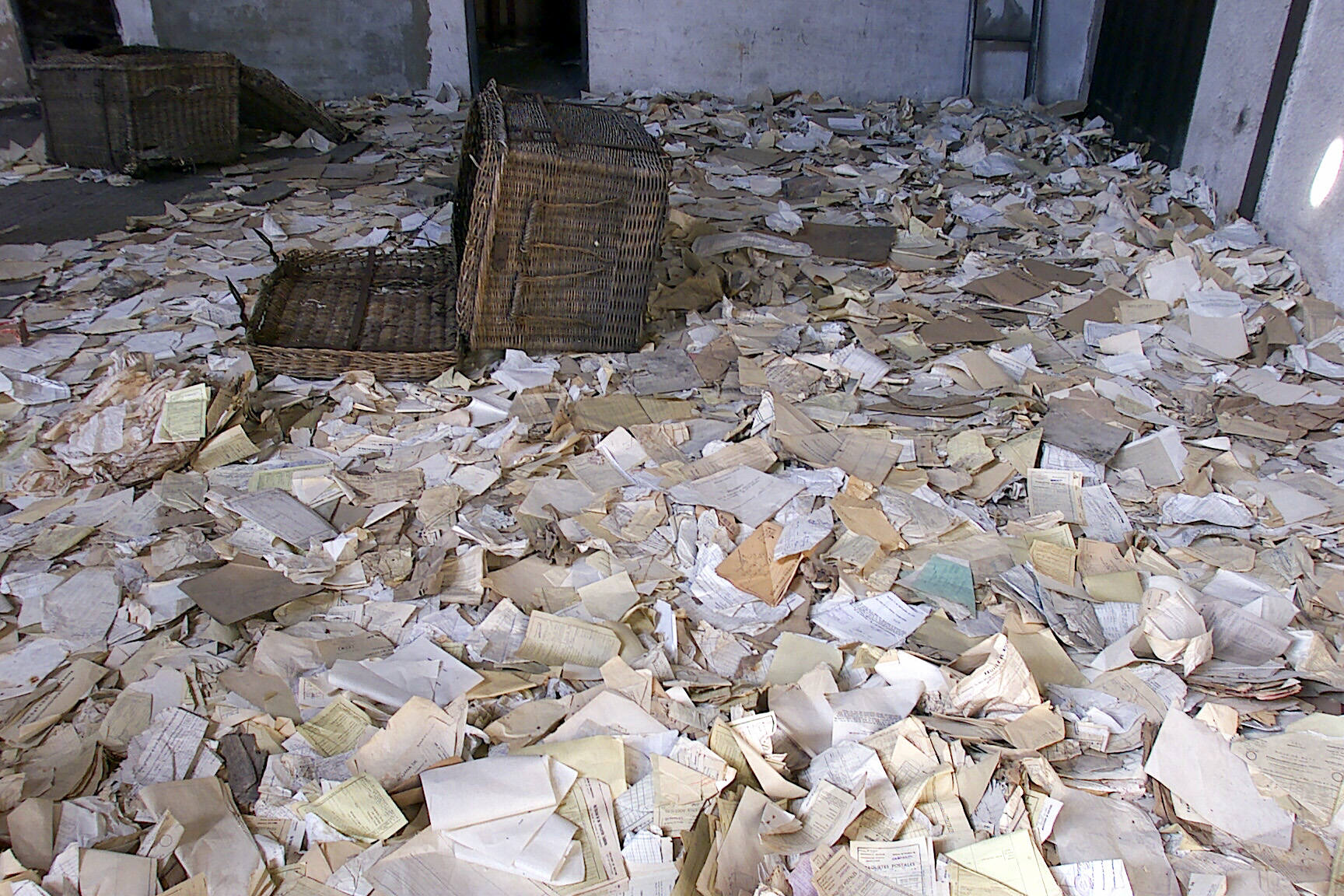
Documentos de la aduana desperdigados en uno de los hangares de la estación, tal y como se encontraba hasta el hallazgo de Jhonatan Díaz

En el año 2000, un camionero francés de Olorón llamado Jhonatan Díaz, mientras visitaba las antiguas dependencias de la estación de Canfranc, recogió una serie de papeles y documentos antiguos de la aduana española (pues el suelo del hangar estaba repleto de este tipo de documentación) algunos de los legajos contenían información clasificada a plena vista y alcance de cualquiera, considerada en su día alto secreto por el gobierno franquista. Díaz se llevó un par a su casa para leerlo ahí, ya que las fechas (1941-1943) le fueron llamativas, al coincidir con la Segunda Guerra Mundial y la postguerra española, que paradójicamente y según se ha demostrado, fue el periodo de mayor tráfico e importancia de la estación y su línea transpirenaica. El lugar del hallazgo estaba próximo al almacén donde los testigos presenciales indican que se custodiaba el oro nazi tras ser descargado de los camiones suizos, ocurrió en uno de los hangares curvos de la estación, el hangar donde se guardaban los objetos de la estación y la documentación aduanera, estaba descuidado y en proceso de  ruina, el edificio de la estación en esos momentos se encontraba en progresiva decadencia después del accidente de l'Estanguet en 1970 y el cierre definitivo del tráfico por el túnel con Francia, la gente que accedia sin control en la famosa estación abandonada acabó vandalizando y saqueando el interior de la Fonda y el vestíbulo, quedando casi en ruinas en apenas 30 años de desuso repentino. Los edificios ferroviarios, las dependencias de la aduana, carabineros, hangares, pasajes subterráneos, cocheras y vagones del recinto se encontraban ahora drásticamente abandonados y sin vigilancia, apenas eran el recuerdo de la popularidad e importancia que tuvo en los años 40, con un valor estratégico militar incalculable y una vida de servicio tan corta y ajetreada como apasionante e increíble. Aunque la línea desde Zaragoza seguía funcionando, había perdido por completo su principal cometido, que era el tráfico internacional de pasajeros y mercancías por el Somport, el tren "canfranero" se encontraba en desuso, a pesar de esta situación de decadencia y semi abandono, la estación internacional de Canfranc y su explanada seguían siendo propiedad y responsabilidad de RENFE. 

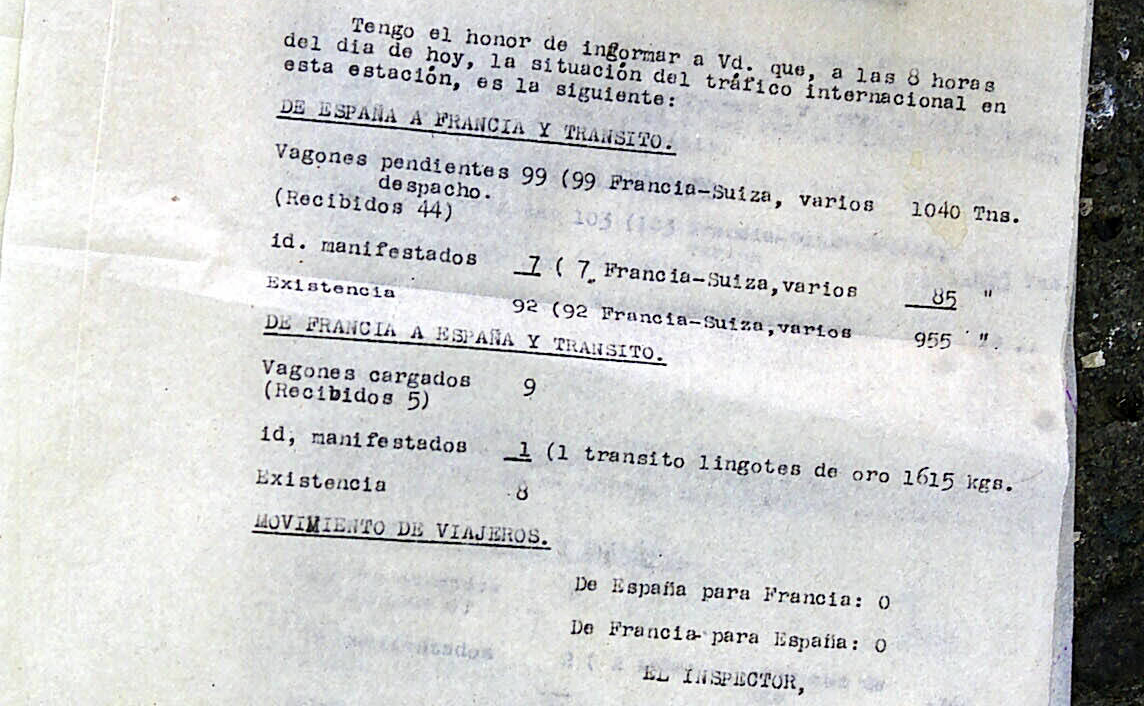
El documento secreto descubierto por Díaz que acredita el tráfico de oro nazi por Canfranc

Estos documentos olvidados del régimen de Franco que habían estado 30 años a la intemperie, a los que cualquier persona podía haber tenido acceso durante todo ese tiempo, fueron recogidos casi al azar por Díaz. Revelaban algo increíble, el tráfico secreto de oro nazi expoliado a través de Canfranc hasta los bancos centrales de Portugal y España. Consta en los papeles que, entre los años 1942 y 1944, Hitler envío a través de Canfranc 86,6 toneladas de lingotes de oro en tren, provenientes de botines de guerra procedentes de toda Europa y del holocausto judío. Estos lingotes de oro nazi eran guardados secretamente durante la guerra en depósitos de los bancos suizos más importantes, ya que la perpetua neutralidad Suiza no impidió a algunos de sus banqueros la posibilidad de enriquecerse con la guerra, negociando con el régimen nazi el ingreso en sus bancos de masivas cantidades de oro y obras de arte robadas que almacenaban en un país ajeno al conflicto. Algunas empresas de transporte realizarían transacciones y servicios de transporte para el Reich, como es el caso de la red de camiones suizos que operaron en Canfranc. Al poco tiempo, Díaz compartió su importante descubrimiento y publicó los documentos en periódicos aragoneses y franceses, siendo el «oro nazi de Canfranc» noticia a nivel internacional. Esto no le impidió ser demandado por Renfe, a pesar de ser Renfe la responsable del abandono y poco control del conjunto histórico de la estación y los documentos que aún albergaba.    
Se había demostrado cómo en Canfranc una prueba real y totalmente evidente, revelaba la verdadera posición colaboracionista de la España franquista con la Alemania nazi, no respetando su neutralidad. La neutralidad de tapadera le sirvió a Franco para beneficiarse del tráfico de wolframio y armamento con la Alemania de Hitler. Además, el hecho de no haberse unido España a Alemania e Italia, hizo que España terminara bien posicionado entre los aliados al acabar la guerra. Este capítulo de la Segunda Guerra Mundial, borrado y olvidado del relato franquista de su historia de España, aún era recordado por los mayores de Canfranc en el año 2000, cuando las televisiones y medios de comunicación de medio mundo llegaron a Canfranc para hacerse eco de la noticia. Preguntaron a los más ancianos del pueblo si tenían recuerdo de la presencia alemana en Canfranc aquellos años, entre 1942 y 1944, a lo que muchos accedieron a contar lo que recordaban o le habían contado, pues, por aquel entonces, muchos fueron niños y adolescentes, hijos de españoles ferroviarios y carabineros de la estación, cuyos recuerdos son el último testimonio que queda. Después de 80 años, aún tienen el recuerdo de ver durante su infancia a los alemanes en la estación. Quedó grabado en el recuerdo de las juventudes de Canfranc, que por su inocencia y escasa edad, no comprendían lo que ocurría, tampoco sabían quiénes eran o de donde venían, estos niños habían crecido durante la posguerra y estaban acostumbrados a ver soldados armados a diario, pero, al parecer, no tan limpios y bien vestidos, por lo que destacaban entre sus homólogos españoles por sus elegantes uniformes y su forma de vestir.   
En el pueblo de Canfranc y sus círculos cercanos siempre fueron conscientes de las historias y rumores en torno a la presencia de militares germanos en la estación. El tráfico de oro (considerado información secreta y olvidable del gobierno franquista) era apenas conocido por las personas del pueblo. Los primeros habitantes de Canfranc que lo supieron serían el puñado de mozos de almacenes que vieron y descargaron de los camiones suizos las cajas de madera llenas de lingotes, los cuales, en su curiosidad, observaron el interior descubriendo la mercancía. Describen los lingotes marcados con el águila imperial alemana y el sello del Reichbank. Estas cajas eran trasladadas al almacén de la estación, donde esperaban ser cargadas al día siguiente en un tren rumbo a Madrid. También los jefes de aduanas de la estación recuerdan que, al llegar, debió de hacerse secretamente inventario del cargamento de oro que pasaba por la aduana (el mismo inventario secreto que descubrió Díaz en el 2000, delatando el tráfico de oro nazi). Estos trabajadores ni podían, ni iban a revelar el secreto del oro, puesto que no iban a arriesgar su valioso trabajo. Las autoridades competentes se aseguraron de que no dirían nada, al hacerles saber las represalias que tomarían los alemanes. También estaban al tanto los maquis locales que luchaban exiliados y la gente de su entorno, ya que sus espías conocieron el tráfico de oro y quizá estaban relacionados supieron del tráfico de oro en Canfranc durante la guerra, aunque eran seguidos de cerca por la policía secreta del régimen. Por lo general, hasta 1975 fue un tema comprometido, tan censurado y olvidado por el régimen que quedó relegado al recuerdo de los más mayores. Hablar de soldados alemanes en territorio español y del tráfico ilícito de oro durante la dictadura franquista era motivo suficiente para privar la libertad de aquel que demostrase saber demasiado del asunto, por lo que no se retomó la curiosidad por el oro nazi hasta que murió el dictador. Este encubrimiento se debe a los esfuerzos de Franco por olvidar el episodio ocurrido en Canfranc, lo que podía suponer un gran escándalo para su nueva imagen internacional y el acercamiento a Estados Unidos durante la Guerra Fría. Tras la muerte de Franco, el tabú que suponían las historias de la guerra y los nazis desapareció, al no existir ya un riesgo de detención por hablar de temas considerados secretos. La historia fue conocida poco a poco por las nuevas generaciones, realmente era algo que se sabía con mucha certeza entre los más mayores del pueblo, puesto que algunos los recordaban muy bien, pero por mucha certeza de los testimonios y veracidad en sus palabras y recuerdos, esta historia, fuera del pueblo, era completamente desconocidq para cualquiera. Salvo algunos militares, guardias civiles y funcionarios, que habiendo vivido aquellos terribles años terminaron por irse lejos del Pirineo, realmente, los testimonios de testigos con soldados alemanes en Canfranc transportando cajas selladas llenas de lingotes de oro, no se conocieron hasta el hallazgo de los papeles en el 2000, cuando Canfranc fue noticia mundial. Hoy en día, las historias del oro, los nazis, los judíos y los espías en la estación son el aspecto más conocido de su historia entre los visitantes.    
La presencia de soldados alemanes y el tráfico de oro a través de Canfranc confirmaba lo que algunos historiadores y servicios de inteligencia ya sospechaban, la existencia de un mayor compromiso e intercambios de interés con la Alemania nazi del que se creía hasta entonces, y que el desconocido tráfico de oro y wolframio que esto propició había beneficiado secretamente al régimen de Franco, las empresas suizas y las cantidades que traían de oro se revelaron en los papeles descubiertos, pruebas suficientes para confirmar la secreta colaboración entre ciertos empresarios y banqueros suizos y el régimen nazi. A raíz de este descubrimiento, el Departamento de Guerra de Estados Unidos reveló que en 1946 ya investigó el tráfico de oro nazi durante la Segunda Guerra Mundial con compañías de transporte suizas por la frontera aragonesa de Canfranc, sus agentes entrevistaron a aduaneros, banqueros, camioneros, militares y empresarios alemanes. Los americanos terminaron concluyendo que, entre enero de 1942 a febrero de 1944, se llevaron alrededor de 154 toneladas de oro desde Canfranc hacia los bancos centrales de España y Portugal.   
Aquella noticia tan impactante y llamativa estímulo el crecimiento del turismo nacional y extranjero en torno a Canfranc y su desconocida historia, que ahora llegaba sin interrupción durante todo el año, y no solo en la temporada de esquí y verano, la historia reciente de Canfranc y su entorno natural lo han convertido en un destino turístico bastante popular, sobre todo la estación, además de encontrarse a apenas 6 kilómetros de Astún y Candanchú (dos de las estaciones de esquí más antiguas y completas de España) y Le Somport, donde se practican diferentes deportes de invierno. Esto enriquece el comercio local y pone en valor el rico patrimonio histórico y natural del valle del Aragón, sobre todo desde la recuperación y pavimentación en 2018 de la infraestructura ferroviaria, y la restauración de la antigua estación internacional en hotel de lujo, que tras un trabajo de remodelación sigue conservando su estética vintage.  

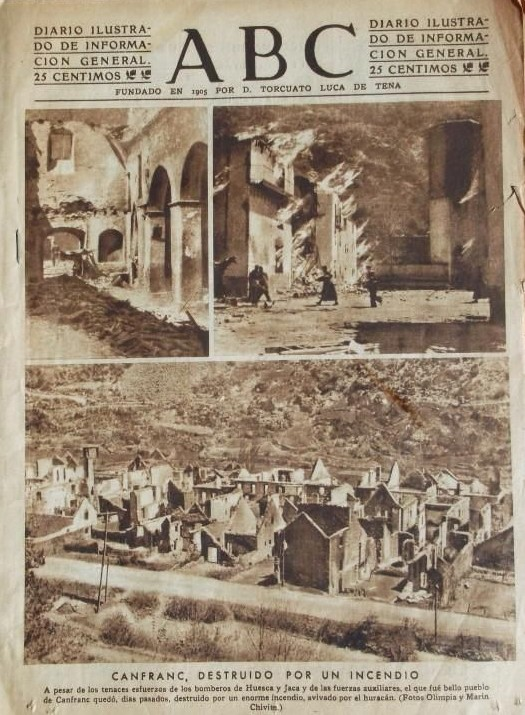
Portada del periódico ABC el 24 de abril de 1944, Canfranc destruido por un incendio

En abril de 1944, un violento incendio destruyó tres cuartas partes del milenario pueblo de Canfranc, que ardió casi por completo. Ante la gravedad del desastre, se acabó trasladando el ayuntamiento y la capitalidad del municipio al nuevo núcleo urbano de Los Arañones, que acabó llamándose Canfranc-Estación, muchos de sus habitantes terminaron mudándose también, quedando el pueblo original casi despoblado y arrasado hasta finales de siglo, aunque nunca dejó de estar habitado. El viento huracanado, encajonado en el estrecho valle del Aragón, convirtió en terrible incendio la pequeña chispa que salió de la chimenea de un vecino, el fuego se propagó con facilidad debido a que las casas se distribuían en dos hileras colindantes, juntas las unas a las otras, y en muchos casos compartían la cubierta de madera bajo la techumbre de pizarra. Aquel fatídico siniestro destruyó 113 de las 130 casas que entonces había en Canfranc Pueblo, y éstas, salvo alguna excepción, no se reconstruyeron hasta el proyecto de rehabilitación llevado a cabo por el Ayuntamiento de Canfranc en los años 1990. Pese a que el gobierno franquista anunció llevar a cabo una colecta nacional para recaudar fondos, está no se completó, limitándose únicamente a desescombrar y derribar las ruinas, quedando en su lugar solares, en torno a dicha reconstrucción se han denunciado graves injusticias y arbitrariedades, pues las compensaciones económicas y las viviendas en Los Arañones dadas a las familias afectadas distaban mucho de compensar las pérdidas del gran incendio, finalmente tan solo se recuperaron trece de las casas, el barrio de la Trinidad (la entrada sur a Canfranc desde Jaca, abarcaba desde el convento renacentista hasta el cementerio) desapareció completamente, pese a que en aquel desastre no hubo perdidas humanas, las materiales fueron incalculables, perdiéndose gran parte de la rica arquitectura tradicional de Canfranc, de notable influencia bearnesa, hoy en día pocos edificios anteriores al incendio quedan en pie (contando los monumentos, los cuales se preservan todos), Casa Bayona y el pajar de Cochoné son ejemplos de viviendas anteriores al incendio.

### Hechos de armas
Varios son los enfrentamientos armados acontecidos en Canfranc con el transcurso de los siglos, de los que tenemos noticia, estos son los más relevantes:

#### El saqueo de 1366
El ataque inglés de septiembre de 1366 en la guerra de los Cien Años y la guerra de los dos Pedros. El ejército invasor de unos 15.000 hombres bien armados, estaba compuesto por compañías libres de ingleses y navarros al mando de Rodrigo de Úriz, los invasores habían entrado desde Navarra por la Canal de Berdun, remontaron el río Aragón casi sin oposición hasta que se vieron frenados frente a las murallas de Jaca, donde sufrieron dos grandes derrotas a manos de los defensores jacetanos, el cerco a la ciudad fracasó con muchas de bajas entre los atacantes, como represalia, sembraron el terror por toda la comarca de la Jacetania, destruyendo y saqueando las poblaciones cercanas, un contingente de mercenarios logró atravesar el valle del Aragón y atacó la población de Canfranc, que tras ofrecer resistencia y ser sitiado su castillo, fue destruida casi por completo, se cree que el importante tratado de Canfranc, firmado aquí en 1288, pudo ser la verdadera razón por la cual navarros e ingleses eligieron castigar esta localidad.

#### El conflicto fronterizo de 1515
La incursión en 1515 de un importante grupo de pastores bearneses y navarros en el valle de Canfranc, tras la conquista de Navarra por parte de Fernando II de Aragón (regente en Castilla). El contingente de insurrectos requisaron grandes cantidades de ganado en los puertos de Astún y Somport, además hostigaron los castillos de Candanchú y Canfranc, relacionándose este hecho con un documento que hace referencia a una reforma efectuada en 1515 en uno de los torreones Norte del castillo canfranqués.

#### El asedio de Canfranc en 1706
El asedio a Canfranc de las milicias austracistas comandadas por Pedro Villacampa, ocurrió entre el 5 y 12 de octubre de 1706 durante la guerra de sucesión española, donde, tras acabar con la primera línea de defensa en el Convento de la Trinidad, y un duro avance por la calle principal de la localidad, lograron sitiar la guarnición borbónica atrincherada en el castillo, consiguieron su huida mediante el uso de bombas fétidas, los borbonicos se retirarán más al Norte, a la Torre de la Espelunca, que será también asediada por los partidarios del archiduque Carlos VI hasta la rendición de sus defensores. En un golpe de mano será incendiado el hospital de Santa Cristina de Somport al ser sus monjes partidarios de Felipe V, finalmente Canfranc sería retomado por los borbónicos en 1707 y por este hecho, el pueblo recibió el título de "Noble y fidelísima", que luce en su actual escudo.

#### Los ataques franceses de 1793
El ataque francés contra el Fuerte de Coll de Ladrones en 1793, durante la guerra de la Convención, los españoles retiraron las tablas que permitían el paso por el antiguo puente de Roldán a la retaguardia de la batería artillada, debió de ser entonces cuando se hizo notable el grabe deterioro de la fortificación, sufriendo su dotación los inclementes temporales invernales del valle a modo de humedades en sus dependencias, hecho por el que apenas fue usado por españoles y franceses en la guerra peninsular años después.

#### La Defensa de Canfranc en 1808[16]
La conocida como Defensa de Canfranc, del 29 de junio al 1 de noviembre de 1808, durante la guerra de Independencia, el capitán general Palafox nombraría comandante de dicha defensa al notario de Jaca Fernando García Marín, con cerca de 1000 hombres a su mando, 700 de la Compañía de Voluntarios de Jaca (que más tarde se llamaría Primer Tercio de Jaca) y un pequeño refuerzo constituido por el Primer Batallón de Voluntarios de Huesca. Destaca el combate en Somport del 15 de agosto, los franceses, con motivo del cumpleaños de Napoleón lanzan una ofensiva contra las posiciones españolas pero son emboscados en las ruinas del hospital de Santa Cristina por las guerrillas aragonesas apostadas en La Raca, poco experimentadas e inferiores en número, una treintena de aragoneses realizará un flanqueo por el monte Tobazo, tomando por sorpresa a la columna napoleónica compuesta por un centenar de hombres, los franceses al llegar a las ruinas se encontraron entre fuego cruzado, sufriendo númerosas bajas, tras la retirada de su enemigo, las guerrillas remontarán el puerto y se internarán en territorio francés por los bosques de Sansanet y Peyranera, interceptando a los franceses huidos y capturando grandes cantidades de ganado y mercancías valoradas en 300.000 reales, se suele considerar la toma de las fábricas de hierro de Forges d'Abel en Urdos como la primera y única victoria española en suelo francés de toda la guerra, el 20 de septiembre consiguieron rendir tras un gran combate la posición fortificada de Peyranera, defendida por 60 hombres, García Marín y los defensores de Canfranc también participarán en el segundo sitio de Zaragoza, destacando en la dura defensa del reducto del Pilar. Debido a la necesidad de hombres en el segundo sitio que se aproximaba, el Somport queda desguarnecido, el general francés Louis Gabriel Suchet franquea el puerto a finales de 1808 sin encontrar resistencia armada, seguido por el coronel Léonard Morin quien refleja en sus Memorias del 5º Regimiento (1812-13) la peligrosidad del puerto y la dura resistencia de la población civil de Canfranc. El ejército napoleónico usará este puerto de nuevo para regresar a Francia tras ser derrotados en la Ciudadela de Jaca por el general Francisco Espoz y Mina en 1814. Es sabido que en los montes de Canfranc y Candanchú, los franceses abandonaron en 1808 un gran número de armamento y provisiones, que no recuperaron cuando finalmente abandonaron España derrotados, hasta hace apenas un siglo, era normal entre los pastores y mozos de Canfranc encontrar restos de pertrechos militares de las guerras napoleónicas por los campos y pastos (hoy bosques, tras la increíble repoblación de 1918) entre las altas cotas del valle: mosquetes franceses, bayonetas, balas de avancarga, insignias militares, entre otros. Se desconoce dónde se encuentran estos hallazgos.

## Patrimonio

### El ferrocarril y la estación internacional

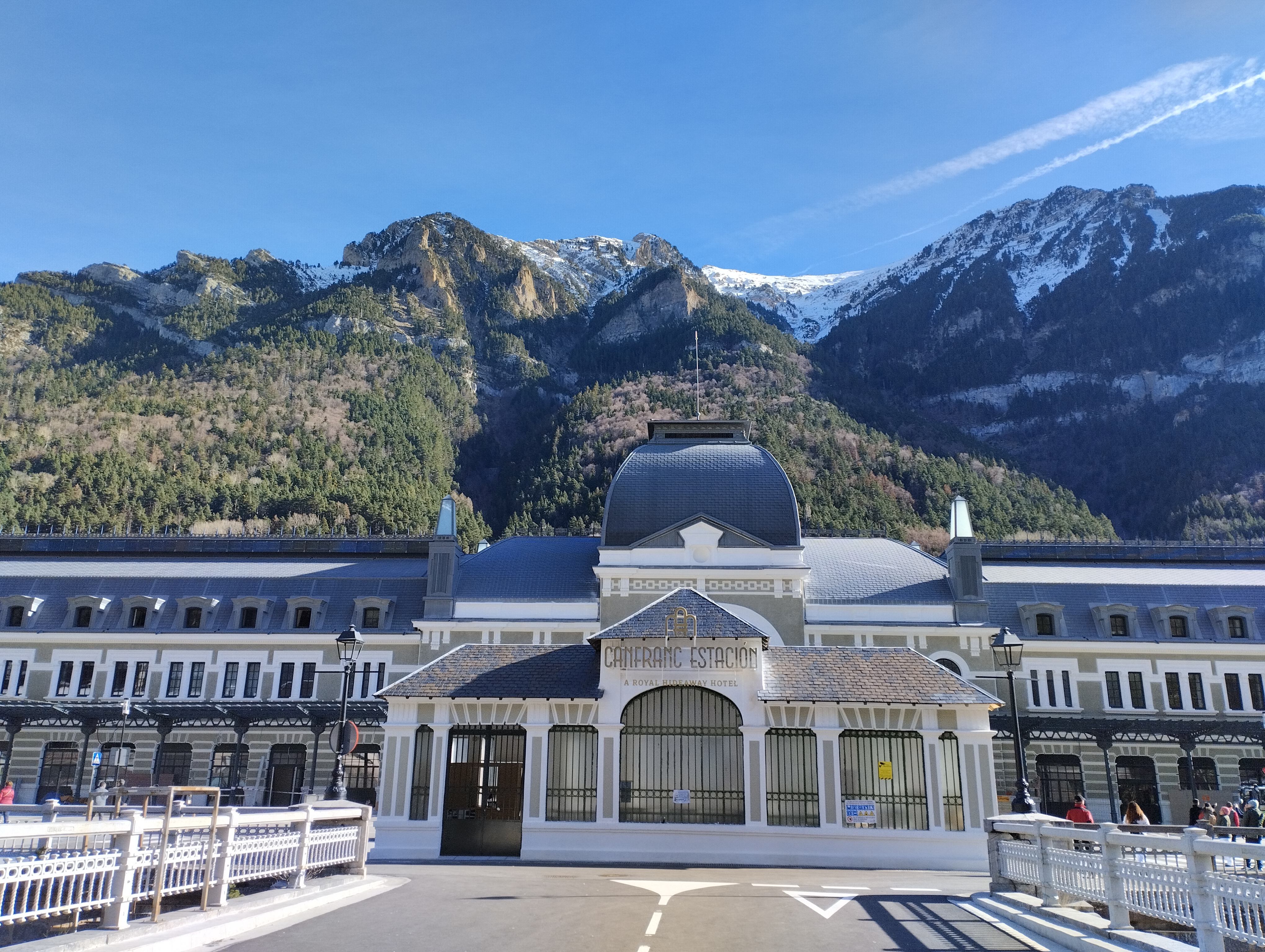
Acceso a la antigua estación de ferrocarril de Canfranc

Inaugurada el 18 de julio de 1928 por Alfonso XIII, la Estación Internacional vivió momentos de esplendor y otros oscuros como los del famoso tráfico de oro nazi, el juego de espías en la propia estación y la afluencia de huidos judíos europeos en su búsqueda de libertad en tiempos de la II Guerra Mundial. Para su construcción fue preciso realizar una gran obra de ingeniería forestal ya que las aludes de nieve y desprendimientos de las laderas eran constantes dada la geografía tan abrupta que presenta y la intensa deforestación a la que se vio sometida en los siglos anteriores. Para corregir este problema se realizó lo que se considera uno de los mejores ejemplos de restauración hidrológico-forestal que se conocen. De esta manera se consiguió retener el terreno y restaurar la masa arbórea, lo que posibilitó la construcción del ferrocarril que comunicaría ambos lados del Pirineo. El edificio está construido con materiales usuales de la arquitectura de principios de siglo XX como cristal, cemento y hierro, bajo diversas influencias arquitectónicas. En el exterior tiene grandes ventanales que se abren mediante arcos de medio punto. Está cubierto con pizarra, material utilizado en Aragón para las cubiertas.
El 27 de marzo de 1970 un tren de mercancías francés descarriló a la entrada del puente de l'Estanguet en Accous, Francia. Desde entonces el tráfico internacional ferroviario quedó interrumpido.
En 2023 en el edificio de la estación se abrió un hotel y en la explanada posterior se inauguró un extenso parque con elementos de la actividad ferroviaria.

### Arquitectura religiosa
Junto al cauce del río Aragón, en el centro de la población, se alza la iglesia de la Asunción. La primitiva iglesia parroquial, construida bajo la advocación de Nuestra Señora en el siglo XII, fue entregada por el rey Pedro II al monasterio y hospital de Santa Cristina de Somport en 1202. El templo actual corresponde a varios períodos arquitectónicos; la capilla mayor fue probablemente construida en el siglo XVI. El templo posee planta rectangular y cabecera cuadrada. Consta de tres naves, cubiertas con bóvedas de cañón, divididas en cinco tramos. La fábrica exterior es de sillería en las esquinas y mampuesto en los lienzos de los muros, destacando la torre-campanario de planta octogonal.

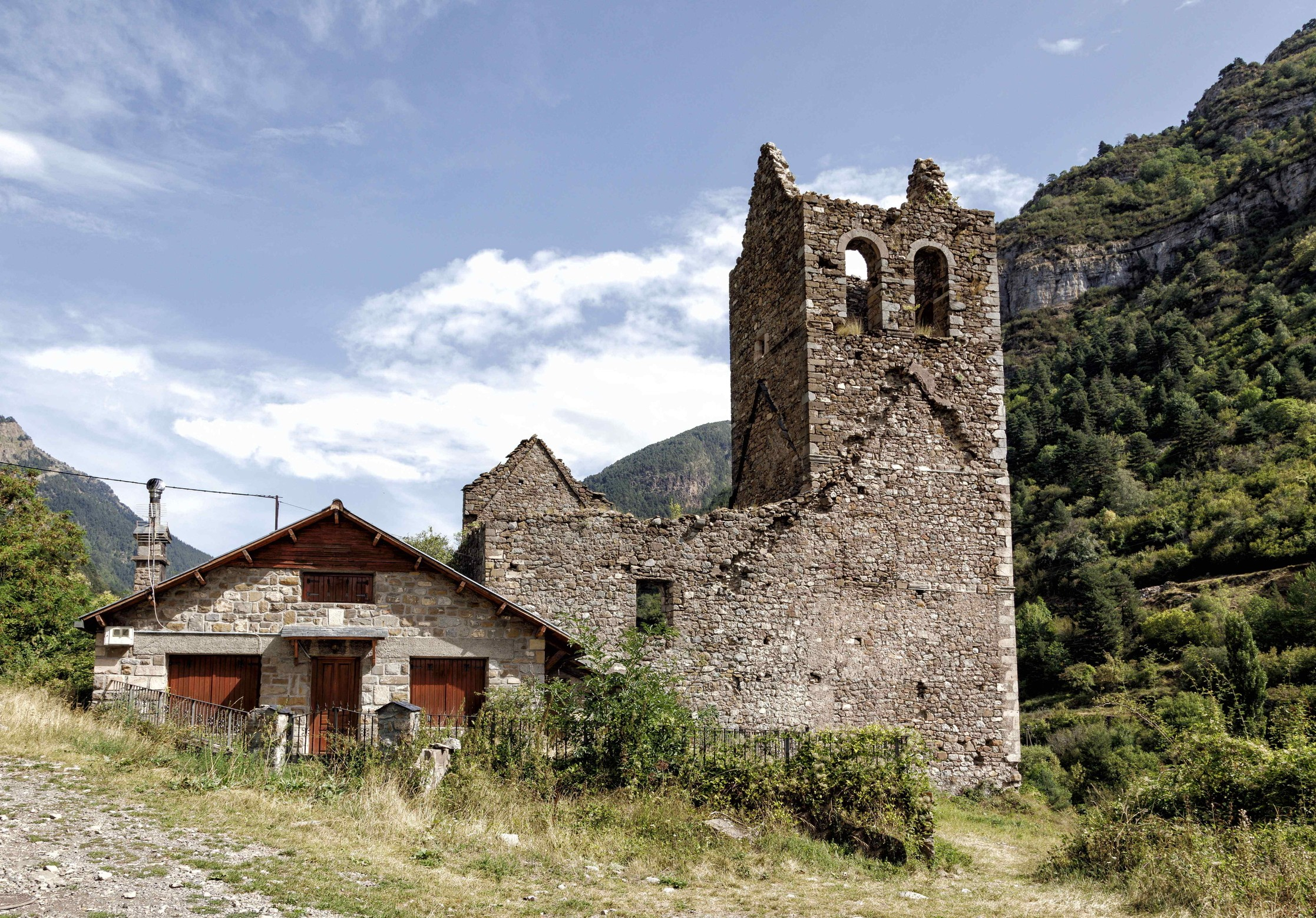
Convento de la Santísima Trinidad a la salida de Canfranc,

En la salida de la villa hacia Jaca se pueden observar las ruinas del Convento renacentista de la Santísima Trinidad. Data de mediados del siglo XVI, cuando el rico comerciante de Canfranc, Don Blasco de Les decidió instituir una fundación religiosa y asistencial que incluía la iglesia. Con el paso de los años la fundación entró en una profunda decadencia, propiciando el abandono del templo en el siglo XIX, cuando fue usado como bastión defensivo con motivo de la primera guerra carlista.

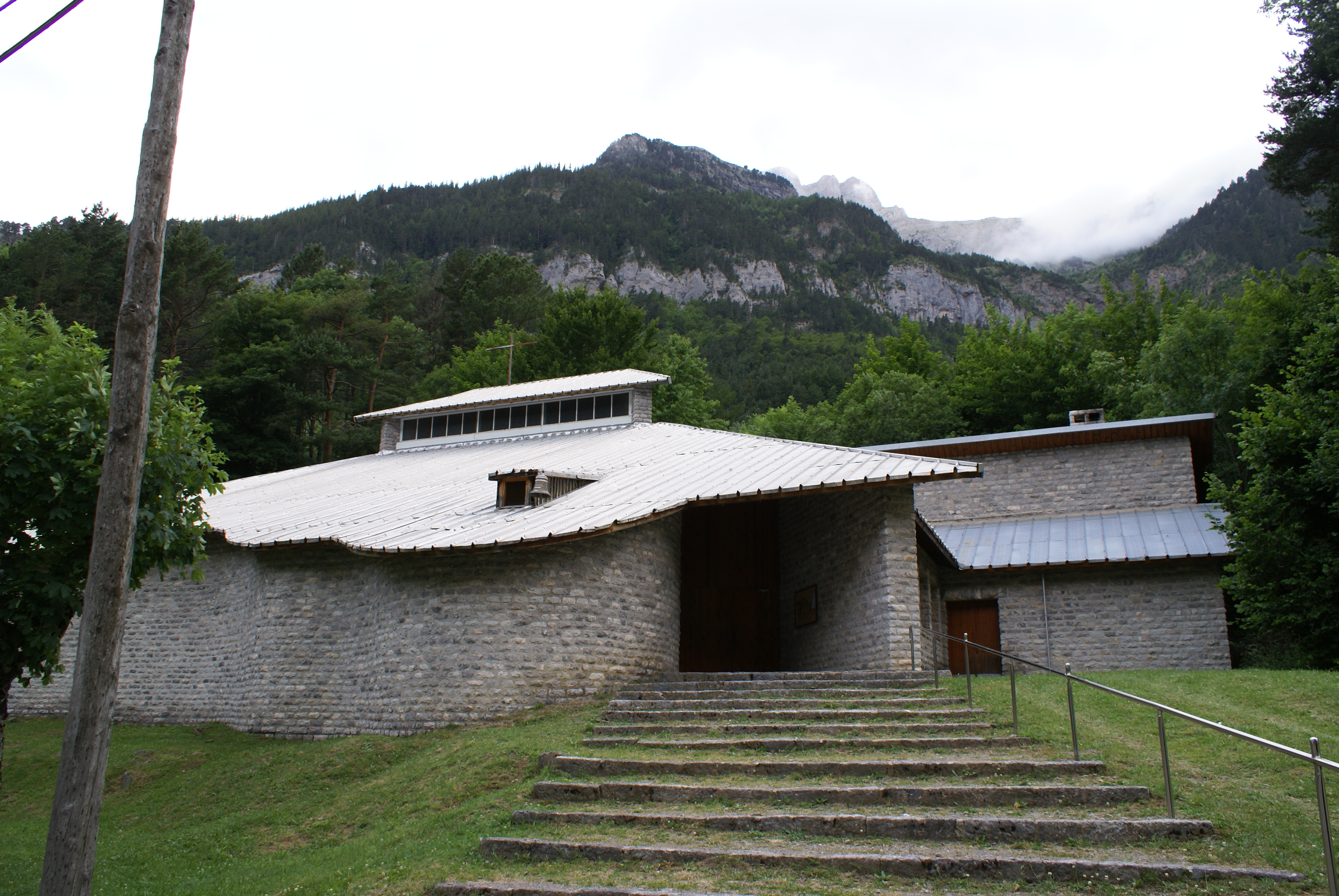
iglesia de Nuestra Señora del Pilar, obra de Miguel Fisac

Mucho más moderna es la iglesia de Nuestra Señora del Pilar, diseñada por Miguel Fisac en 1965. Constituye un complejo parroquial rural, compuesto por un templo y los servicios anexos de sacristía, despacho parroquial, archivo, salón parroquial y vivienda del párroco. Considerada una joya del movimiento moderno, plasma en su arquitectura las nuevas tendencias surgidas tras el Concilio Vaticano II: «desornamentación», racionalidad compositiva y funcionalidad. Su interior contiene varias imágenes de interés como un Cristo Crucificado en madera policromada del siglo XVI —procedente de la iglesia parroquial de Tiermas—, una Virgen del Pilar en madera policromada del siglo XVIII —de la desaparecida iglesia de Los Arañones—, así como una Inmaculada Concepción del siglo XX. Fue afectada por el alud que incomunicó el pueblo en 1986, y declarada Bien de Interés Cultural en 2007.

### Arquitectura civil
Canfranc Pueblo, que es el núcleo original de población del municipio, mantiene trazas del pueblo caminero medieval que fue sobre el Camino de Santiago Aragonés, y conserva parte de su antiguo patrimonio arquitectónico, aunque este fue devastado por sendos incendios en 1617 y 1944. Por ello este conjunto urbano mereció ser incluido en el catálogo de bienes inscritos como parte del sitio Caminos de Santiago de Compostela: Camino Francés y Caminos del Norte de España, dentro del Patrimonio de la Humanidad.
La arquitectura popular de Canfranc se caracteriza por el uso de la pizarra en los tejados de pronunciadas vertientes, las lucanas redondeadas con su propia cubierta, los ventanales góticos y las amplias portadas con dinteles decorados, los más antiguos presentan rosetas hexapétalas que datan del S.XV, en el pórtico del edificio contiguo al actual refugio de Sargantana, el portal de dicho refugio también presenta un escudo que probablemente fuese el antiguo de la villa (anterior al de 1797), son cuatro cuarteles intercalados, en los que aparecen fusionadas las barras de Aragón y las "vaquetas" de Bearn. Un reflejo de la influencia bearnesa en Canfranc, de la que quedan pocas muestras debido a los incendios que obligaron a derribar gran parte de estas edificaciones populares.
Entre los edificios civiles remarcables en Canfranc Pueblo se encuentran las Escuelas de 1928 reconstruidas en 1948, el actual refugio de peregrinos "Elías Valiña", con su portal gótico del siglo XV y el molino medieval de Canfranc, hoy vivienda particular, propiedad vinculada a los primeros monarcas aragoneses.
Destacan también los grandes edificios residenciales del poblado de Los Arañones, en Canfranc Estación, construidos en la década de 1920 para los trabajadores ferroviarios de la estación internacional.
En la plaza del Ayuntamiento en Canfranc-Estación se encuentran en el mismo edificio, la casa consistorial y la oficina de turismo, construido en agosto de 1947, tres años después del fatídico incendio de Canfranc Pueblo.

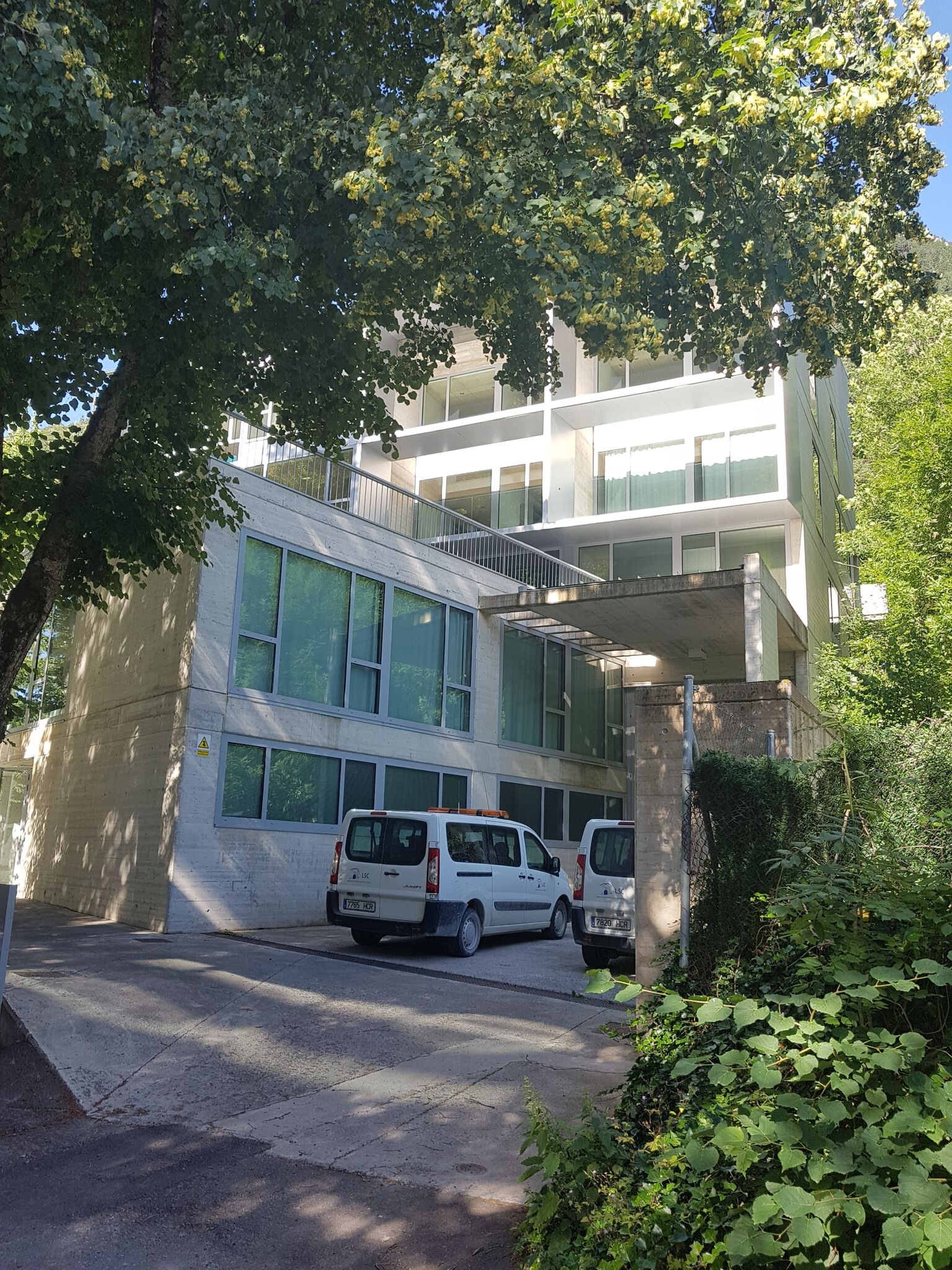
Laboratorio subterráneo

El Laboratorio Subterráneo de Canfranc (LSC) es un laboratorio subterráneo de primer nivel, a gran profundidad, diseñado para la investigación en física de neutrinos, materia oscura y otros fenómenos inusuales en la naturaleza que requieren muy baja radioactividad ambiental para ser observados. La ubicación del LSC, a 800 metros bajo tierra, está excavada entre el túnel carretero de Somport y el antiguo túnel ferroviario, de unos 8 km, en la frontera España-Francia. Actualmente, el LSC es el segundo laboratorio a gran profundidad más grande en Europa, en estrecha colaboración con los laboratorios subterráneos más importantes en el contexto internacional: LNGS (Italia), SNOLab (Canadá) y Kamioka (Japón).
Otro lugar de interés es el centro A Lurte, término en lengua aragonesa que significa alud, inaugurado en 2001 aprovechando un antiguo edificio forestal. Es un centro de referencia de la nieve y los aludes, que cuenta con una exposición permanente sobre los diversos tipos de nieve y avalanchas.

### Arquitectura defensiva
Ya en el siglo XII existía una torre fortificada que defendía la entrada Norte a Canfranc por el camino que venía de Francia.
Era un edificio de planta cuadrada que se alzaba sobre un resalte rocoso enfrente del molino. A esta estructura se le añadieron, en épocas diversas, otra torre, varios torreones y un patio de armas, cuyo conjunto constituía en el siglo XV el Castillo de Canfranc, ampliado en el siglo XVI por Tiburzio Spannocchi. Desde el siglo XVII hasta mediados del siglo XVIII, la guarnición mayormente conformada por veteranos de la guerra de Flandes se ocupó de la vigilancia de la frontera y del control de los comerciantes que circulaban por el camino del Somport, en la guerra de sucesión, los borbónicos se atrincheraron en él durante el asedio de Canfranc de octubre de 1706. Mantuvo sus muros hasta 1928, cuando se abrió la nueva variante de la carretera por medio de su recinto, perviviendo tan solo la fachada oriental.
La Torre de Aznar Palacín del siglo XIV, consta en un documento del día 21 de febrero de 1341 que el rey Pedro IV de Aragón autorizaba al infanzón Aznar Palacín a concluir la construcción de una casa-torre que su padre había empezado a levantar. En el documento de autorización el monarca argumentaba que “nuestros pueblos, especialmente los que se hallan en la frontera, son tanto más notables y fuertes cuanto las casas y habitaciones están mejor construidas y edificadas”. En consecuencia, permitía acabar la obra iniciada, levantando una torre fortificada dotada de saeteras y demás elementos defensivos. Debido a su ubicación a orillas del río Aragón y sus frecuentes avenidas, apenas se conserva la mitad de la fortaleza, la fachada Este muestra oculta la puerta de acceso y sobre ella un ventanal gótico, también se observan algunas aspilleras completas y huellas de una ventana de mayores proporciones, completamente expoliada con el trascurso de los siglos.
De la llamada Torre Vieja o de la Espelunca, construida en el siglo XVI por Tiburzio Spannocchi, junto a sus gemelas de Ansó, Hecho, Santa Helena de Biescas y los Baños de Benasque, apenas se conservan restos escasos. La torre tenían la particularidad de estar situada sobre el propio camino, que atravesaba bajo el edificio mediante pasadizo abovedado. Su construcción está documentada en 1592 y mantuvo su uso militar al menos hasta el siglo XVIII, en esta posición se rindieron las milicias borbónicas tras el asedio de Canfranc de 1706 durante la guerra de sucesión, fue empleada como batería artillera en la guerra de la Independencia, desmantelada en 1823 por el ejército de los Cien Mil Hijos de San Luis.
La estratégica montaña de «Cot de Latrós» fue elegida en 1751 para levantar una nueva fortificación fronteriza que sustituyera al castillo en cuanto a labores defensivas. Las obras, concluidas en 1758, dieron lugar al Fuerte de Coll de Ladrones aunque es posible que en el mismo lugar hubiera una fortaleza anterior fechada en 1592. Para el ataque francés de 1793 en la guerra de la Convención el fuerte ya se encontraba en muy mal estado debido a los duros inviernos y la frecuencia de humedades, durante la guerra de la Independencia, el ejército napoleónico descartó la posibilidad de reparar y fortificar dicha posición. Funcionó hasta 1845 o 1850, momento en el que fue abandonada, para ser nuevamente rehecha en 1887 junto a una batería de apoyo en el monte de la Sagüeta que quedó inconclusa, el fuerte fue inaugurado el 5 de septiembre de 1903 por el rey Alfonso XIII hasta ser abandonado finalmente en 1961 al perder su sentido estratégico a causa de la apertura fronteriza y la modernización del armamento, en 1990 el Ministerio de Defensa sacó la construcción a subasta pública siendo adquirida por los propietarios del hotel Santa Cristina. La mayor parte de los restos que hoy se conservan pertenecen al fuerte de finales del siglo XIX, aunque aún se observa un robusto y largo muro de mampostería de la fortaleza primigenia que cubre parte de la ladera Norte, en un punto muy escarpado.

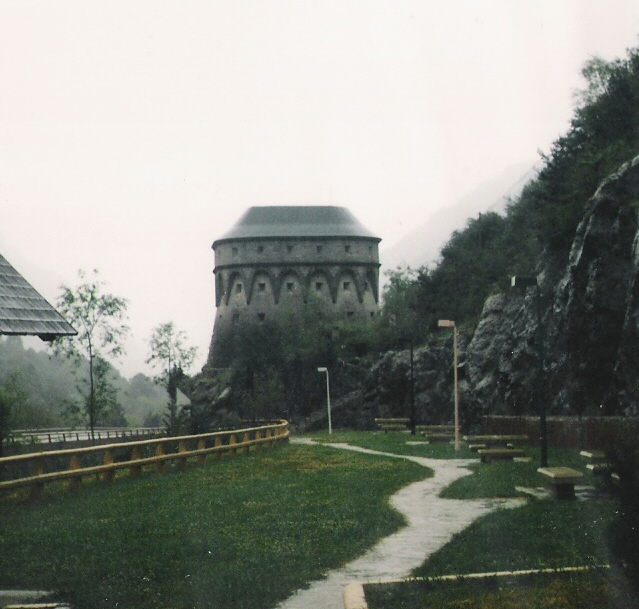
Torreta de los Fusileros, construcción defensiva que data de 1876

Otro edificio defensivo, la Torreta de los Fusileros, se construyó en 1876 tras la conclusión de la carretera de Zaragoza a Francia por Somport. Su fin era defender la nueva vía de comunicación y el estrecho paso que antes protegía la Torre de la Espelunca, exsistía otra torreta gemela que fue desmantelada con la construcción de la boca española del túnel ferroviario. Es un edificio fortificado de tres plantas en piedra sillar, con planta rectangular de esquinas fuertemente redondeadas. Posee un patio interior cubierto y cuenta con un foso de protección con puente levadizo.
Ya en el siglo XX, se creó la denominada línea P («P» de Pirineos), conjunto defensivo construido entre los años 1944 y 1959 a lo largo de la vertiente pirenaica española. Está formada por cientos de posiciones de hormigón armado (búnkeres) en las cabeceras de los valles fronterizos en previsión de una hipotética invasión de los aliados y maquis desde Francia. En el valle de Canfranc (sector 24) encontramos gran número de ejemplares, muy diversos, la gran mayoría semi-enterrados deliberadamente y completamente desubicados; pozos de mortero Valero de 81mm, trincheras, búnkeres de tirador, polvorines, nidos de ametralladoras y búnkeres anticarro, el conjunto mejor conservado y señalizado es el llamado "Núcleo de Resistencia n.º 111", que protege un punto estratégico sobre los túneles ferroviarios.

## Demografía
Canfranc cuenta con una población de 612 habitantes (INE 2024).
| Gráfica de evolución demográfica de Canfranc entre 1842 y 2021                                                      |
| |
| Población de derecho según los censos de población del INE Población de hecho según los censos de población del INE |

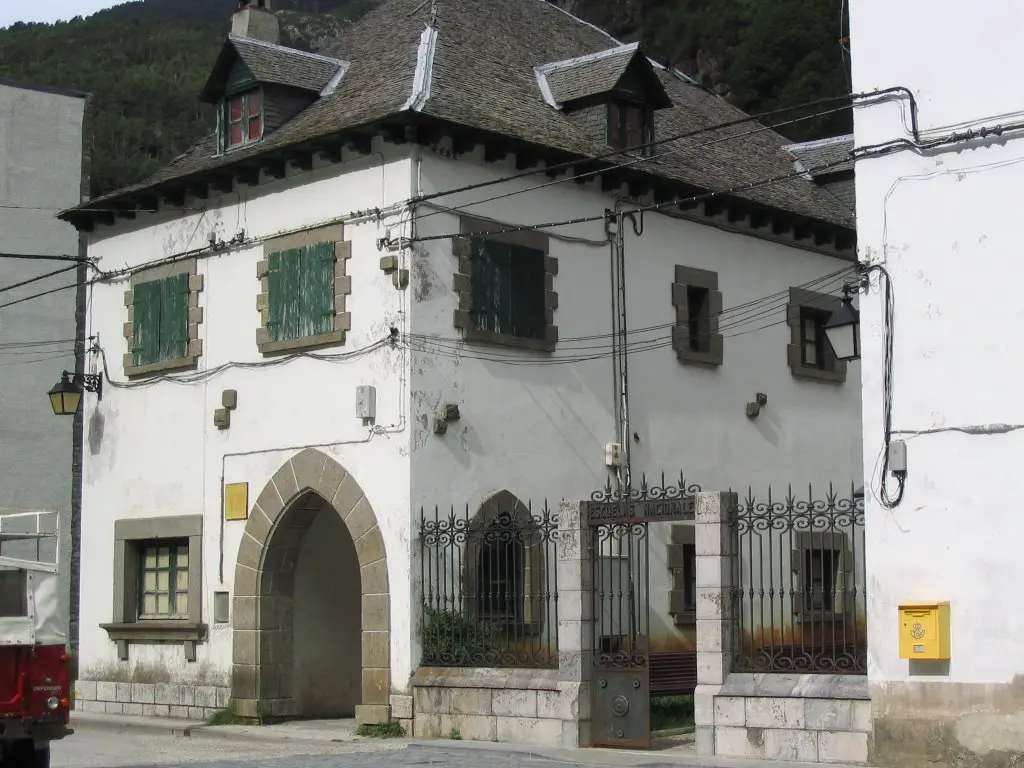
Albergue de peregrinos en Canfranc Pueblo, destaca su portal gótico del

Canfranc consta de dos unidades de población, el pueblo original, llamado Canfranc o Canfranc Pueblo con 77 habitantes (4 km al norte de Villanúa y a 16 km de Jaca), y Canfranc-Estación o Arañones, emplazada 4 km más al norte que cuenta con 536 habitantes a comienzos de 2024 (INE).

## Administración y política

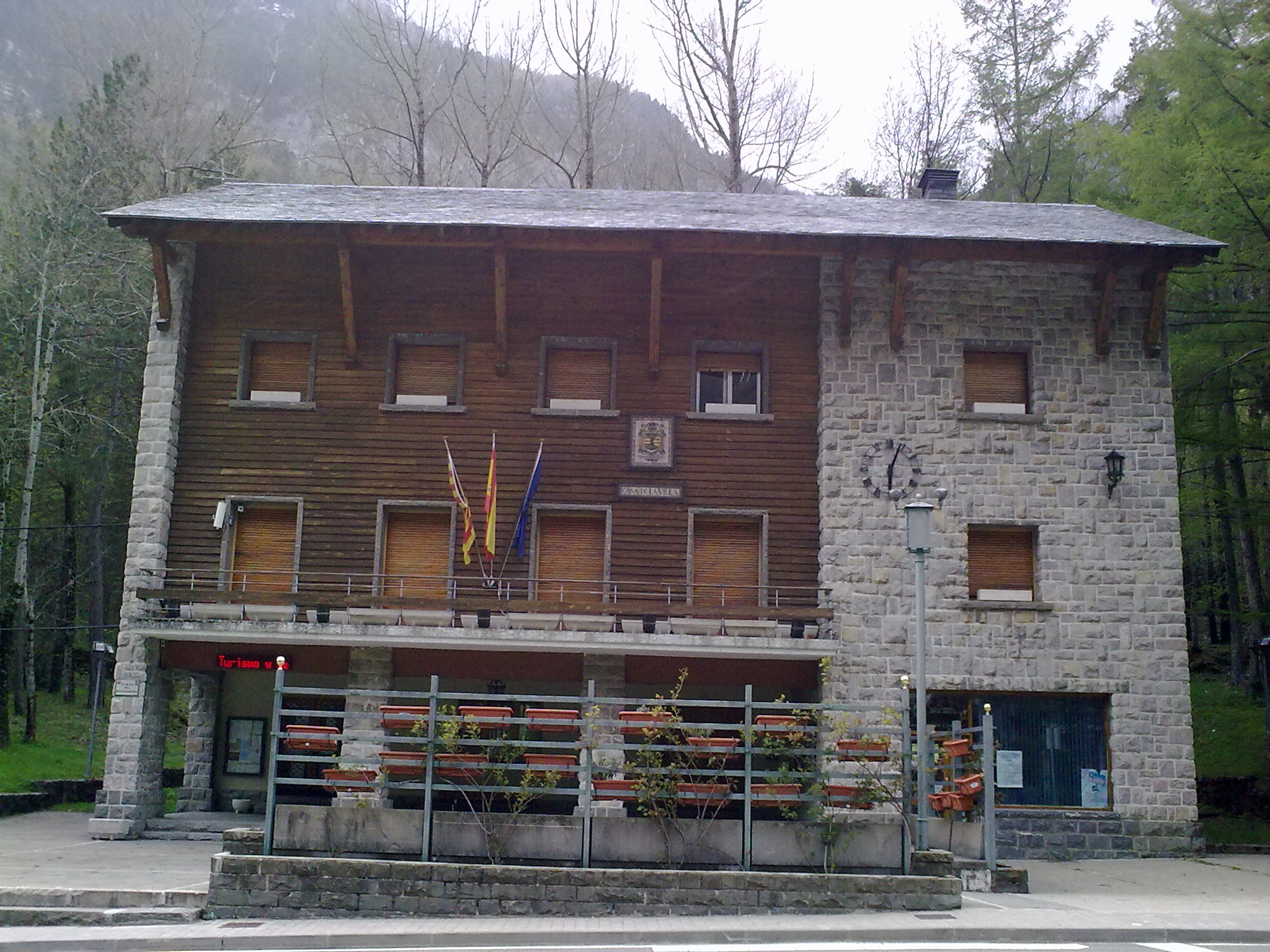
Ayuntamiento de Canfranc

| Período   | Alcalde                  | Partido |
| --------- | ------------------------ | ------- |
| 1979-1983 | José Marraco Solana      | PSOE    |
| 1983-1987 |                          |         |
| 1987-1991 |                          |         |
| 1991-1995 |                          |         |
| 1995-1999 |                          |         |
| 1999-2003 |                          |         |
| 2003-2007 | Fernando Sánchez Morales | PSOE    |
| 2007-2011 | Fernando Sánchez Morales | PSOE    |
| 2011-2015 | Fernando Sánchez Morales | PSOE    |
| 2015-2019 | Fernando Sánchez Morales | PSOE    |
| 2019-2023 | Fernando Sánchez Morales | PSOE    |
| 2023-2027 | Fernando Sánchez Morales | PSOE    |

| Partido político    | Partido político                         | 2003   | 2007   | 2011   | 2015   |
| Partido político    | Partido político                         | Ediles | Ediles | Ediles | Ediles |
|                     | Partido Socialista Obrero Español (PSOE) | 2      | 5      | 5      | 6      |
|                     | Chunta Aragonesista (CHA)                | 0      | —      | 1      | 1      |
|                     | Partido Popular de Aragón (PP)           | —      | 0      | 1      | 0      |
|                     | Partido Aragonés (PAR)                   | 2      | 2      | 0      | —      |
|                     | Independientes                           | 3      | —      | —      | —      |
| Total de concejales | Total de concejales                      | 7      | 7      | 7      | 7      |

## Localidades hermanadas
- La Concordia (Nicaragua)[29]
- Aspen (Estados Unidos)